# Offensiva delle Ardenne
L'offensiva delle Ardenne (in tedesco Ardennenoffensive, in inglese Battle of the Bulge) fu l'ultima grande offensiva strategica tedesca sul fronte occidentale durante la seconda guerra mondiale. Il nome in codice assegnato dalla Wehrmacht era originariamente "operazione Wacht am Rhein" (guardia sul Reno, dal titolo dell'omonimo canto patriottico tedesco), ideato per nascondere la natura offensiva dell'operazione. In seguito, nel dicembre del 1944, per motivi di sicurezza, l'operazione fu rinominata "Herbstnebel" (Nebbia autunnale).
L'offensiva delle Ardenne era molto ambiziosa, secondo il progetto originale di Adolf Hitler, che sperava addirittura in una clamorosa sconfitta alleata e in una ripetizione della disfatta anglo-francese di Dunkerque. Nonostante la grande superiorità alleata di uomini e mezzi (l'esercito tedesco schierava ancora 164 divisioni sul fronte orientale e solo 74 divisioni all'ovest), durante la prima settimana le forze tedesche ottennero alcune significative vittorie e riuscirono a sfondare in profondità. Totalmente sorpresi, i comandi alleati e le truppe sul campo, preda di un eccessivo sentimento di superiorità e sicurezza, inizialmente mostrarono segni di cedimento e sbandamento, facendo temere un disastro strategico.
La battaglia terminò, dopo un mese di scontri, con la vittoria finale degli Alleati e il fallimento dell'offensiva tedesca, ma le dure perdite subite nelle Ardenne, soprattutto dall'esercito statunitense, costrinsero a una revisione degli schieramenti e dei piani, rallentarono l'attacco al cuore della Germania e provocarono anche una crisi nel comando supremo tra il maresciallo Bernard Law Montgomery e i generali statunitensi. Indirettamente, tuttavia, a causa dell'impiego da parte dei tedeschi di considerevoli riserve di uomini e mezzi corazzati, questa battaglia facilitò anche la riuscita della schiacciante offensiva in massa dell'Armata Rossa sul fronte orientale iniziata il 12 gennaio 1945.
Iosif Stalin e la storiografia sovietica, al contrario, parlarono di un salvataggio degli Alleati in grande difficoltà da parte della "anticipata" offensiva dell'Armata Rossa che avrebbe costretto Hitler a interrompere definitivamente qualsiasi tentativo offensivo a ovest. Un'analisi alternativa sostiene infine che l'offensiva abbia permesso agli Alleati di sconfiggere l'élite dell'esercito tedesco, che si trovò fuori dalle difese della Linea Sigfrido e in grave difficoltà dal punto di vista logistico, e che ciò abbia facilitato di molto il successivo attacco alla Germania.

## Situazione strategica
Dopo il fallimento dell'operazione Market Garden, il generale Dwight Eisenhower e i comandanti alleati si erano concentrati su progetti offensivi più limitati e realistici, abbandonando le speranze estive di una trionfale marcia diretta su Berlino e su una fine della guerra entro il Natale 1944. La battaglia d'autunno sul fronte occidentale si concentrò quindi sulla conquista completa del porto di Anversa, affidata alle truppe canadesi, per alleviare le grandi difficoltà logistiche alleate dopo le rapidissime avanzate di agosto e settembre, e sulla cosiddetta battaglia della linea Sigfrido. Gli scontri sanguinosi e le sterili vittorie tattiche alleate (conquista di Aquisgrana, battaglia della Foresta di Hürtgen, conquista di Strasburgo, assedio di Metz) permisero a Hitler di guadagnare tempo e di ricostituire le sue forze in vista di un ultimo disperato sforzo offensivo all'ovest.
La sua mente aveva del resto ideato grandiosi contrattacchi già nella fase finale della battaglia di Normandia, ipotizzando uno sfruttamento delle nebbie e delle notti invernali per sorprendere gli Alleati in una situazione in cui non potevano sfruttare la loro superiorità aerea. Durante l'autunno 1944, mentre gli Alleati continuavano ad attaccare le linee difensive tedesche e ottenevano apparenti successi locali, Hitler affiancato dai suoi fedelissimi (feldmaresciallo Wilhelm Keitel, generale Alfred Jodl e ministro Albert Speer) proseguì i suoi ambiziosi piani di rivincita, ammassando truppe e materiali freschi e riuscendo a mantenere l'assoluto segreto su questi progetti.
Nel frattempo la massiccia offensiva sovietica dell'estate 1944 si era esaurita nella Polonia orientale di fronte agli aspri contrattacchi tedeschi, mentre i sovietici in questa fase (dopo la battuta d'arresto sulla Vistola) si impegnarono nelle durissime battaglie nei Balcani che portarono alla liberazione della Romania, Bulgaria e Jugoslavia e quindi alla combattuta e prolungata battaglia d'Ungheria. Anche in questa regione Hitler impegnò forti riserve corazzate riuscendo a rallentare notevolmente la progressione sovietica.
L'esercito tedesco condusse con energia e abilità le battaglie autunnali su tutti i fronti, ottenendo un quasi miracoloso rinvio della disfatta, dopo aver rischiato il crollo nell'estate precedente e dopo l'attentato al Führer del 20 luglio. Avvantaggiandosi del miglioramento della situazione globale, Adolf Hitler proseguì a sviluppare e organizzare i suoi progetti offensivi all'ovest, e contemporaneamente condusse con la massima decisione le varie battaglie difensive sia all'est sia all'ovest sollecitando spesso brutalmente i suoi generali sulla necessità della massima combattività e della massima durezza per infliggere perdite al nemico e guadagnare tempo.

## I piani di Hitler
(Adolf Hitler rivolto ai suoi generali, durante la conferenza al quartier generale di Ziegenberg, il 12 dicembre 1944, alla vigilia dell'offensiva delle Ardenne)
Il progetto offensivo prescelto e ideato da Hitler fu il più ambizioso e potenzialmente foriero di risultati decisivi, non soltanto a causa dei suoi tratti di megalomania e irrazionalità ma anche per la necessità di ottenere una vittoria completa contro gli Alleati, per evitare la disfatta della Germania e il crollo del nazismo di fronte ai suoi potenti nemici. Una vittoria locale avrebbe solo rinviato l'inevitabile sconfitta. Di conseguenza altri progetti minori scaturiti dalla pianificazione dell'OB West (il comando supremo a ovest) del feldmaresciallo Gerd von Rundstedt o del Gruppo d'armate B (generale Walter Model), come la cosiddetta kleine Lösung ("piccola soluzione") che prevedeva un attacco a tenaglia contro la 1ª Armata statunitense del tenente generale Courtney Hodges, furono immediatamente scartati da Hitler.

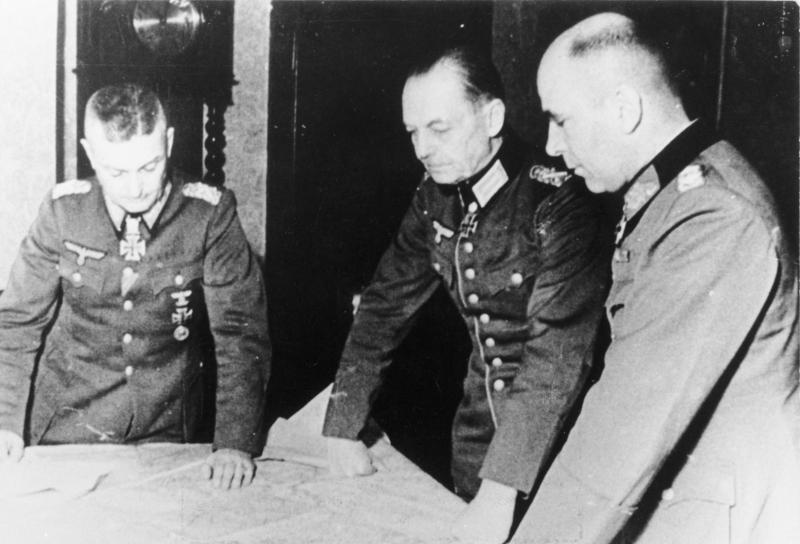
Il feldmaresciallo Walter Model (a sinistra) a colloquio con il feldmaresciallo Gerd von Rundstedt (al centro) e il generale Hans Krebs (a destra), nell'autunno 1944 sul fronte occidentale

Fin da settembre (o forse da agosto, dopo la fallimentare operazione Lüttich) sembra che Hitler avesse ripreso in mano la documentazione del famoso Fall Gelb del 1940, il che conferma che il desiderio di ripetere col piano delle Ardenne le grandi vittorie di inizio guerra albergava nella mente del Führer fin da quel periodo. Una nuova avanzata in profondità dei panzer, questa volta d'inverno, una sanguinosa sconfitta inflitta agli statunitensi (considerati da Hitler una massa amorfa di soldati dilettanti dal fragile morale) e un secondo accerchiamento dei britannici in Belgio avrebbero condotto, nella sua visione, non solo a decisivi successi militari, ma forse anche alla caduta del governo Churchill e a un ritorno di stanchezza e disillusione statunitense di fronte al prolungarsi della guerra.
Il piano strategico tedesco (originariamente denominato in codice Wacht am Rhein, "guardia sul Reno", e successivamente Herbstnebel, "nebbia autunnale"), era noto nella pubblicistica e nei comandi alleati anche come "offensiva von Rundstedt". In realtà la parte giocata dal prestigioso feldmaresciallo nell'offensiva fu minima e la battaglia, condotta principalmente dal feldmaresciallo Model e dal generale Hasso von Manteuffel, con i costanti interventi di Hitler, prevedeva di squarciare a metà lo schieramento alleato, penetrando attraverso le Ardenne per poi raggiungere in pochissimi giorni la Mosa e attraversarla. Quindi vi sarebbe stata una rapida avanzata verso nord per raggiungere e conquistare il fondamentale porto di Anversa, centro logistico principale per l'afflusso dei rinforzi e dei mezzi e materiali alleati.
Secondo i piani di Hitler, l'intero 21º gruppo d'armate del maresciallo Montgomery e due delle tre armate del 12º gruppo del generale Omar Bradley (1ª Armata del generale Hodges e 9ª Armata del generale William Simpson) sarebbero state isolate e poi distrutte capovolgendo il rapporto di forze sul fronte occidentale e permettendo alla Germania di guadagnare tempo per sviluppare altre Wunderwaffen (le cosiddette armi segrete della propaganda hitleriana) e per ristabilire la situazione sul precario fronte orientale con opportuni trasferimenti di truppe.

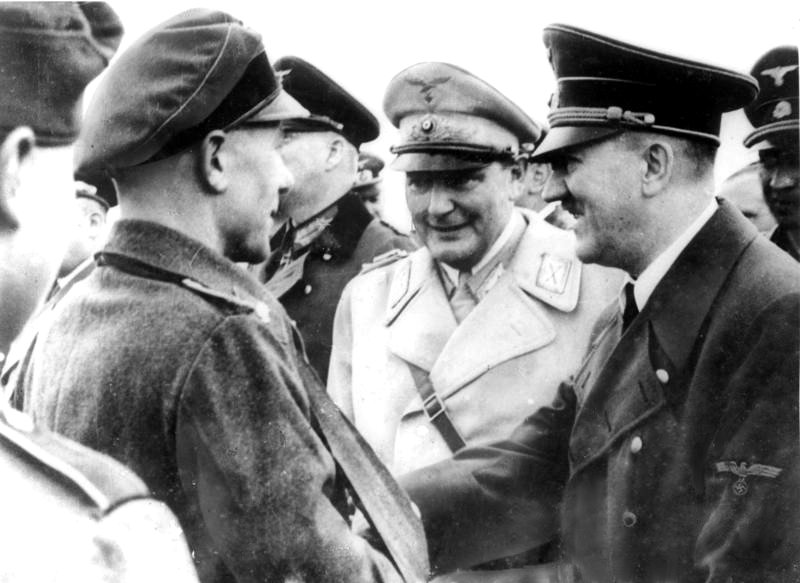
Adolf Hitler insieme a Hermann Göring nel 1944. Il Führer fu l'ideatore principale dell'offensiva delle Ardenne.

Poiché il territorio era montagnoso e coperto da foreste, e quindi apparentemente poco adatto per un attacco corazzato in forze, Hitler contava su un decisivo effetto di sorpresa per ottenere alcuni clamorosi successi iniziali, che avrebbero dovuto creare il caos nella lenta e macchinosa catena di comando alleato e scuotere il debole (secondo Hitler) morale delle truppe statunitensi.
Indubbiamente le truppe scelte tedesche, specialmente le Waffen-SS, furono anche troppo pronte a mettere in pratica sul terreno le concezioni hitleriane a favore di un'offensiva rapida e vigorosa, diretta anche a scuotere il morale alleato con l'uso di mezzi terroristici di condotta bellica. Tipica in questo senso la veloce avanzata del colonnello Joachim Peiper, che effettivamente seminò in un primo momento il panico sul terreno e nei comandi statunitensi. Numerosi furono gli episodi brutali contro civili belgi e soldati statunitensi catturati, che nelle aspettative di Hitler avrebbero dovuto costituire il modello della condotta offensiva tedesca nelle Ardenne.
La confusione iniziale tra gli statunitensi fu accresciuta anche dall'azione di piccoli gruppi di commando tedeschi travestiti da statunitensi ed equipaggiati con armi e mezzi alleati (denominata operazione Greif e coordinata dal famoso colonnello Otto Skorzeny) che, interrompendo le comunicazioni, alterando la segnaletica stradale e compiendo azioni di sabotaggio di ogni genere, provocarono ritardi e difficoltà nei trasporti di truppe e un clima di insicurezza tra i soldati alleati. Per alcuni giorni i comandi alleati mostrarono una certa confusione, vennero prese eccezionali misure di sicurezza e si temette per possibili attentati alla vita anche del generale Eisenhower.
In realtà solo una parte del piano di infiltrazione e sabotaggi ottenne qualche successo e, anche se la maggior parte dei soldati tedeschi travestiti scampò alla cattura, i risultati furono limitati; inoltre altre operazioni diversive e alcuni lanci di paracadutisti fallirono completamente. In particolare la cosiddetta operazione Stösser, condotta dai paracadutisti del tenente colonnello Frederich August Freiherr von der Heydte alle spalle del settore di Elsenborn che in un primo tempo allarmò al massimo le retrovie alleate fino a Parigi, si concluse, a causa di errori nei lanci e dell'inesperienza delle truppe, con un disastro e lo stesso comandante cadde prigioniero.

## Le difese e i piani alleati

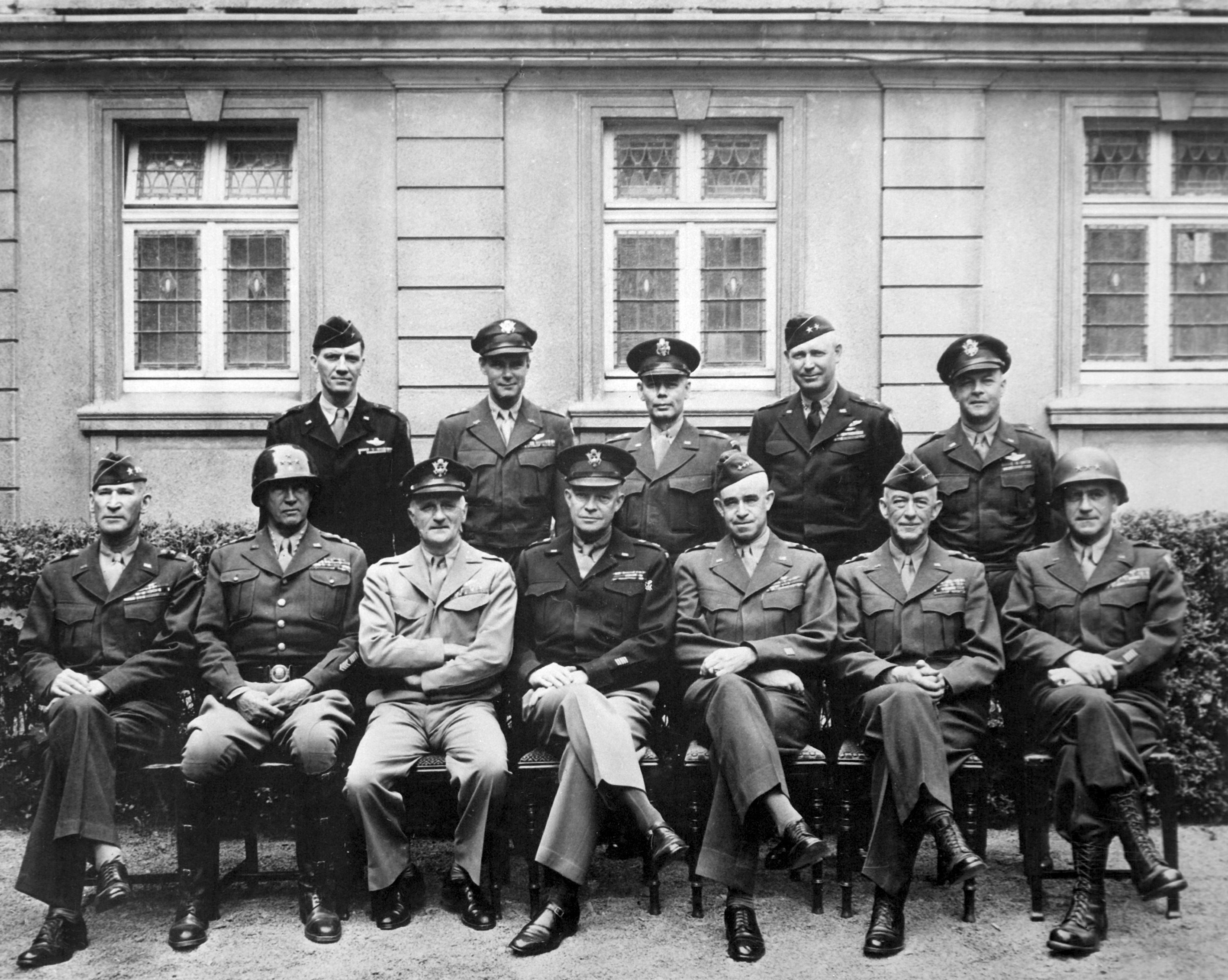
Alcuni dei più importanti ufficiali statunitensi; si riconoscono, seduti da sinistra a destra: William H. Simpson, George Smith Patton, Carl Andrew Spaatz, Dwight Eisenhower, Omar Bradley, Courtney Hodges, Leonard Gerow

Il settore dell'altipiano delle Ardenne in Belgio era piuttosto debolmente difeso dall'ala destra della 1ª Armata statunitense, costituita da due divisioni di fanteria del V Corpo d'armata (tenente generale Leonard Gerow) e da tre divisioni dell'VIII Corpo d'armata del tenente generale Troy Middleton. Nel settore settentrionale dell'area che sarebbe stata attaccata, il V corpo d'armata schierava tra Monschau e l'importante cresta di Elsenborn la 2ª Divisione fanteria (unità esperta e affidabile) e la 99ª Divisione fanteria (molto meno esperta, essendo arrivata in linea a novembre); tra Losheim e Diekirch era in linea l'VIII corpo d'armata con l'inesperta 106ª Divisione fanteria nello Schnee Eifel, la 28ª Divisione fanteria sull'Our e l'ottima 4ª Divisione fanteria più a sud. L'VIII Corpo d'armata schierava in totale una forza combattente di circa 80 000 soldati con 394 cannoni, 242 carri medi M4 Sherman e 182 tank-destroyer (cacciacarri): una grave inferiorità numerica e di materiali rispetto alle forze attaccanti.
Le uniche riserve immediatamente a disposizione del generale Hodges erano il 14º Cavalry group (un gruppo da combattimento leggero meccanizzato che in parte sbarrava il pericoloso varco di Losheim) e l'inesperta 9ª Divisione corazzata (maggior generale John W. Leonard) che aveva sparpagliato i suoi Combat Command nelle retrovie delle forze del generale Middleton. In realtà a livello dell'alto comando i generali Eisenhower, Bradley e Hodges mantenevano grande fiducia sulle prospettive generali della lotta sul fronte occidentale e ritenevano impossibile per l'esercito tedesco sferrare una grande offensiva strategica. Quindi, sostenuti anche dalle deduzioni del colonnello Dickson, capo del servizio informazioni della 1ª Armata, convinto che il nemico avrebbe potuto organizzare solo un modesto contrattacco tattico, non rafforzarono lo schieramento nelle Ardenne e continuarono a progettare offensive invernali lungo tutto il fronte (il generale Patton avrebbe dovuto attaccare già il 18 dicembre sul fronte del Saar, mentre il generale Hodges stava pianificando una nuova offensiva nella Roer), mancando di organizzare adeguate forze di riserva.
Il 16 dicembre quindi le riserve strategiche disponibili per lo SHAEF erano molto limitate e si riducevano alla 101ª Divisione aviotrasportata, alla 82ª Divisione aviotrasportata e alla 2ª Divisione corazzata, mentre in Gran Bretagna erano presenti la 17ª Divisione aviotrasportata e la 87ª Divisione fanteria. Peraltro anche il maresciallo Montgomery condivideva l'ottimismo dei generali statunitensi e riteneva definitivamente fiaccata la potenza delle armate tedesche all'ovest, complice anche la segretezza imposta da Hitler e le errate previsioni dell'intelligence. Solo al comando del generale Patton il colonnello Koch, capo del servizio informazioni della 3ª Armata statunitense, mise in guardia contro il pericolo di un attacco nemico nelle Ardenne e fin dal 12 dicembre lo stesso Patton diede ordine di studiare eventuali piani per rischierare verso nord le sue forze per contrattaccare un'offensiva in forze.

## Lo schieramento tedesco
Alla vigilia dell'offensiva delle Ardenne l'esercito tedesco dell'ovest (Westheer) era potentemente rafforzato a seguito della decisione di Hitler di passare all'offensiva, con l'afflusso di 18 nuove divisioni e di 2 300 carri armati a scapito del fronte orientale (al quale furono inviati solo 920 carri a novembre e dicembre): era perciò salito dai 416 000 soldati e 1 034 mezzi corazzati dell'ottobre 1944 a 1 322 000 uomini, 1 700 mezzi corazzati e 1 750 aerei. Le forze alleate mantenevano ancora una netta superiorità, incrementata anche dallo schiacciante predominio aereo e il generale Eisenhower disponeva di circa tre milioni di soldati (2 048 000 statunitensi, 900 000 britannici e canadesi, 100 000 francesi) con oltre 6 500 mezzi corazzati e 10 000 aerei, tuttavia il comando tedesco contava di concentrare il massimo di forze nel settore ristretto delle Ardenne per ottenere la superiorità locale, sbaragliare di sorpresa le difese sul posto e sfruttare il successo con un'audace avanzata in profondità senza dare tempo al comando alleato di prendere contromisure efficaci.

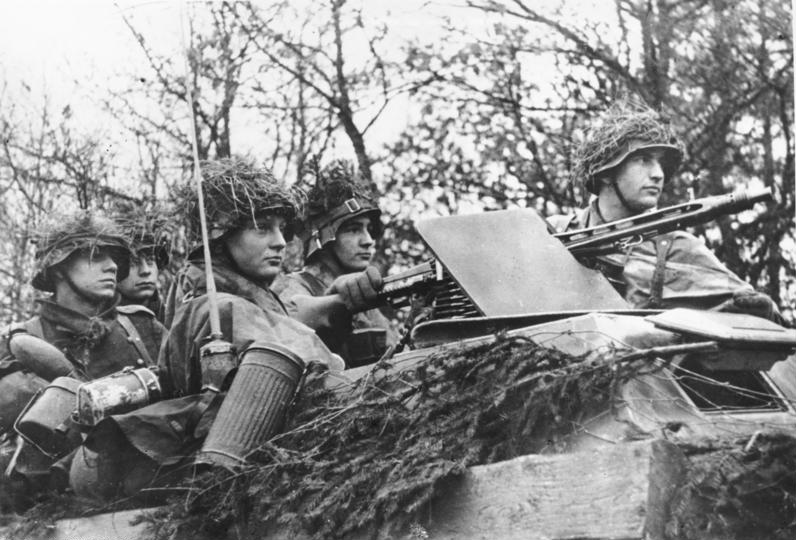
Truppe tedesche pronte all'offensiva

Per l'offensiva nelle Ardenne il comando tedesco del Gruppo d'armate B del feldmaresciallo Model concentrò tre armate: la 6. SS-Panzer-Armee del generale Josef Dietrich avrebbe svolto il compito principale avanzando nella valle dell'Ambleve in direzione di Liegi e poi di Anversa, con una massa di quattro divisioni corazzate delle Waffen-SS (circa 640 blindati); la 5. Panzerarmee del generale von Manteuffel avrebbe protetto, con tre divisioni corazzate dell'esercito, il fianco sinistro di Dietrich, marciando verso Bastogne e la Mosa di Dinant per poi procedere verso Bruxelles; la 7ª Armata del generale Erich Brandenberger, con tre divisioni di fanteria e una divisione paracadutisti, avrebbe attaccato ancora più a sud per sostenere il fianco sinistro di Manteuffel e bloccare eventuali controffensive statunitensi da sud.

Il progetto strategico-operativo dell'alto comando tedesco per l'operazione Herbstnebel

Nel complesso le forze tedesche di prima schiera erano costituite da sette divisioni corazzate, due divisioni paracadutisti e dodici divisioni Volksgrenadier: circa 250 000 soldati, 1 900 cannoni, 1 000 carri armati e quasi 1 500 aerei (la metà dei 3 000 promessi inizialmente da Göring). Le forze di riserva a disposizione dell'OKW ammontavano ad altre otto divisioni, tra cui una divisione corazzata e due divisioni Panzergrenadier, più due brigate meccanizzate scelte (la Führer-Grenadier-Brigade e la Führer-Begleit-Brigade). Nel complesso i tedeschi avrebbero impegnato in tutta la battaglia circa 350 000 soldati, che entrarono in combattimento con un morale piuttosto alto nonostante le disfatte e le ritirate precedenti, e 1 500 mezzi corazzati.
Questa grande concentrazione di truppe e mezzi avvenne in gran segreto, ingannando il servizio informazioni alleato che non individuò l'entità delle forze nemiche o le considerò destinate a contrattaccare un'eventuale offensiva alleata, e fu realizzato in alcune settimane, con un limitato utilizzo di mezzi meccanici per il trasporto (i cannoni furono trainati in gran parte da cavalli) grazie a spostamenti notturni su strade ricoperte di paglia, mentre il rombo dei panzer fu coperto da sorvoli a bassa quota di aerei sulle posizioni statunitensi e il rumore dei cingoli dalla paglia sparsa sulle strade che portavano al fronte.
Carenze organizzative limitarono in parte, tuttavia, l'efficacia di questa notevole massa offensiva; in primo luogo l'insufficienza di mezzi motorizzati idonei e la scarsezza di carburante (le Panzer-Division entrarono in combattimento con solo due pieni di benzina invece dei cinque previsti); inoltre anche la difficoltà di spostamento nelle impervie strade ardennesi intralciò grandemente l'avanzata e impedì il completo spiegamento delle forze mobili che spesso vennero ritardate o bloccate da penosi ingorghi stradali.
Inoltre, nel complesso, il comando tedesco non tenne nel dovuto conto, nella sua pianificazione estremamente rigida nei tempi e negli obiettivi da raggiungere, delle difficoltà del terreno, boscoso, parzialmente innevato, con poche vie di comunicazione principali facilmente controllabili da parte del nemico e con numerosi ostacoli naturali che si prestavano ad azioni di contenimento o rallentamento di un'eventuale offensiva. In questa situazione si rivelò molto più difficile del previsto effettuare rapide manovre con pesanti colonne corazzate e mantenere un sollecito ritmo di avanzata. Nel 1940 la manovra tedesca aveva avuto uno straordinario successo anche perché effettuata in primavera, con forze molto più consistenti e contro pochissima resistenza da parte di un nemico franco-belga peggio equipaggiato, che si ritirò dalle Ardenne praticamente senza combattere.
Nonostante tutto Hitler, pur fisicamente debilitato, mantenne apparentemente fino all'ultimo grande ottimismo sulla fattibilità e sulla riuscita della grande offensiva; alla vigilia dell'operazione Herbstnebel, il 12 dicembre, riunì al suo nuovo quartier generale occidentale di Ziegenberg, vicino a Gießen (il cosiddetto Adlerhorst, "nido dell'aquila"), i generali più importanti e gli esecutori principali dell'attacco, cercando di galvanizzarli evocando un'imminente rottura dell'alleanza nemica e sottolineando le intatte possibilità di vittoria finale. In realtà tra gli ufficiali superiori era diffuso lo scetticismo sulle possibilità concrete di eseguire un piano così ambizioso e non solo von Rundstedt ma anche Model, sempre favorevole al suo piano minore di attacco al saliente di Aquisgrana, ritennero irrealistico l'obiettivo finale di Anversa.

## L'offensiva tedesca

### Attacco a sorpresa
Il 16 dicembre 1944, le forze tedesche attaccarono attraverso la foresta delle Ardenne in Belgio e Lussemburgo. A partire dalle 5:30 l'artiglieria tedesca colpì incessantemente per circa un'ora e mezzo le postazioni della 1ª Armata statunitense, cogliendola completamente di sorpresa. Nel clima rigido e nelle foreste innevate, i soldati statunitensi non mantenevano un dispositivo difensivo continuo ma erano attestati in una serie di piccoli capisaldi con un servizio di pattuglie non particolarmente vigile; per settimane in questo settore aveva regnato la calma e le truppe erano ignare del pericolo e poco preparate. Nello Schnee Eifel solo il 10 dicembre la inesperta 106ª Divisione fanteria aveva sostituito la 4ª divisione. I soldati in linea occupavano deboli postazioni costituite da buche individuali e non esistevano piani difensivi dettagliati nell'eventualità di un'improbabile offensiva.
L'attacco venne inizialmente condotto dalle fanterie delle divisioni Volksgrenadier che avrebbero dovuto aprire i varchi per le Panzer-Division che vennero trattenute in seconda linea per mantenerle intatte per la rapida avanzata prevista. Nonostante tutti i preparativi, le difficoltà del terreno e del clima, le carenze di carburante e di equipaggiamenti, la limitatezza delle vie di comunicazione nel fitto terreno boscoso non facilitarono il dispiegamento delle truppe e lo sviluppo dell'offensiva. I settori attaccati più importanti furono: a nord la cresta di Elsenborn, al centro l'importantissimo varco di Losheim, a sud lungo il corso dell'Our e del Sauer; interi plotoni statunitensi furono distrutti e i tedeschi fecero progressi in tutti settori. Il maltempo favorì in parte anche i tedeschi non consentendo agli Alleati, secondo le aspettative di Hitler, il completo utilizzo dell'aviazione.

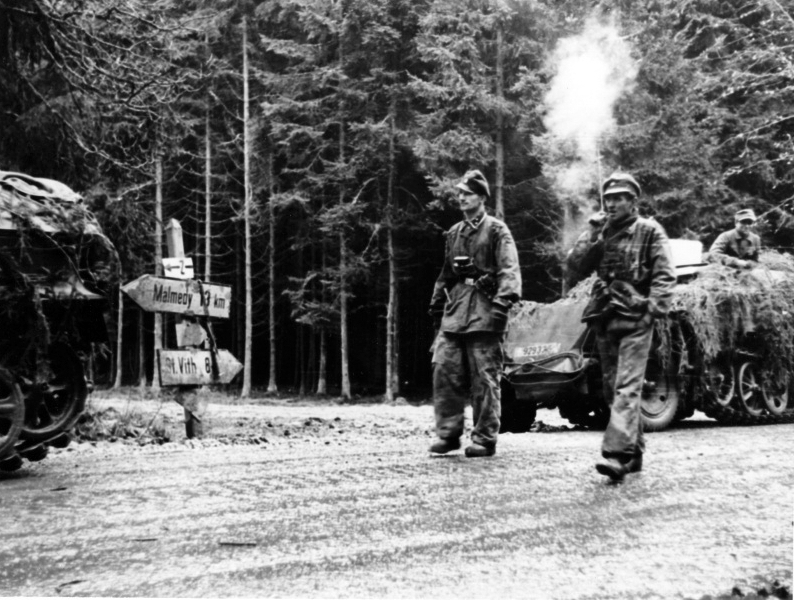
Soldati Waffen-SS del Kampfgruppe Knittel durante i primi giorni dell'avanzata verso Malmedy e Stavelot

Colte quindi totalmente di sorpresa, le truppe statunitensi manifestarono fenomeni di confusione e anche di panico; specialmente nei reparti di retrovia e in alcuni comandi arretrati si diffusero voci di disastro e ci furono segni di collasso; nei primi giorni si verificarono ritirate caotiche e si moltiplicarono gli sbandati. Il panico si diffuse anche nelle popolazioni civili in Belgio e anche della Francia settentrionale; i tedeschi sembravano di nuovo vittoriosi e si temettero terribili vendette.
Nel complesso tuttavia l'esercito statunitense nelle Ardenne non crollò affatto come aveva predetto Hitler. Al contrario, dove possibile i reparti stellati tentarono di resistere e si batterono spesso con grande efficacia anche in inferiorità numerica, rallentando il nemico e contendendo il terreno decisivo. Anche disgregate e prive di ordini precisi, piccole formazioni superarono la sorpresa e il panico iniziale e intralciarono in numerosi settori l'avanzata tedesca. Sorprendendo il comando e le truppe tedesche, gli statunitensi dimostrarono spirito di iniziativa e capacità di combattere anche senza i grandi vantaggi materiali usuali per l'esercito statunitense. In particolare, alcuni reparti di genieri salvarono la situazione contro il Kampfgruppe Peiper, l'artiglieria e i fanti della 99ª divisione fanteria difesero strenuamente Bütgenbach, il 110º Reggimento fanteria della 28ª Divisione resistette per due giorni sull'Our; questi accaniti scontri intralciarono notevolmente i tedeschi, ne sconvolsero i piani e la tabella di marcia, ne preclusero alla lunga le possibilità di successo strategico decisivo.
Le truppe attaccanti delle divisioni Volksgrenadier inoltre evidenziarono chiare carenze tattiche e di equipaggiamento, mentre le stesse potenti divisioni corazzate Waffen-SS diedero prova di scarsa capacità tattica, di eccessiva ostinazione e di insufficiente pianificazione di stato maggiore. Solo le Panzer-Division della Wehrmacht si mostrarono ancora una volta pari alla loro fama e riuscirono ad avanzare in profondità, ma, troppo deboli e non supportate, non poterono raggiungere il successo finale.

### Fallimento delle Waffen-SS
Nei piani dell'OKW il compito principale dell'offensiva era stato affidato, in linea anche con le preferenze ideologiche di Hitler, alle divisioni corazzate delle Waffen-SS, completamente riequipaggiate dopo le gravi perdite subite durante la battaglia di Normandia. La 6. Panzerarmee, appena costituita e affidata al comando del fedele generale Dietrich, raggruppava quindi quattro Panzer-Division delle SS, divise in due corpi d'armata (I e II SS Panzerkorps), tre Volksgrenadier-Division e una divisione paracadutisti (Fallschirmjäger). A causa della ristrettezza dello spazio disponibile, della carenza di strade e anche per aumentare la spinta propulsiva, il comando della 6. Panzerarmee aveva pianificato di schierare i suoi due Panzerkorps uno dietro l'altro; il I SS Panzerkorps (generale Hermann Priess) avrebbe attaccato per primo e, sfruttando i varchi aperti dagli attacchi di due Volksgrenadier-Division, avrebbe puntato direttamente su Spa e poi su Liegi, il II SS Panzerkorps (generale Wilhelm Bittrich) avrebbe seguito subito dietro e sarebbe intervenuto solo dopo il previsto attraversamento della Mosa, continuando l'avanzata fino ad Anversa.

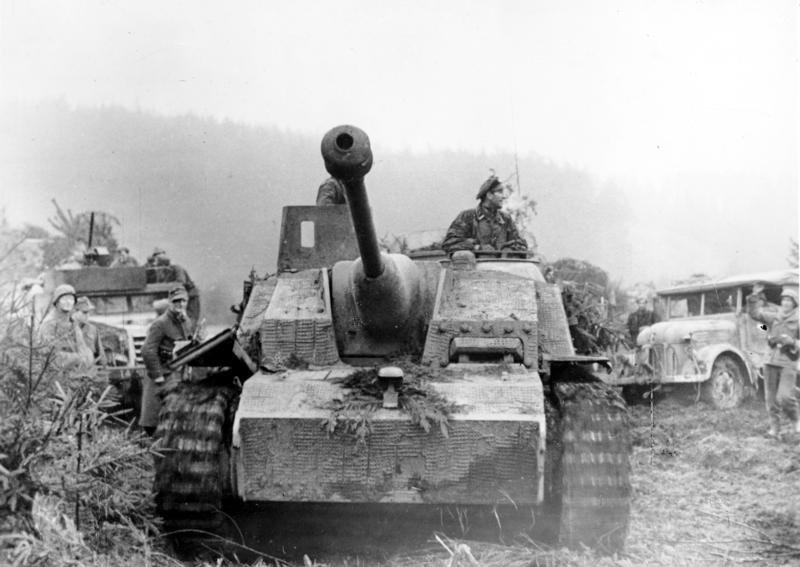
Un cannone d'assalto Sturmgeschütz III delle Waffen-SS all'attacco nei primi giorni dell'offensiva

Il compito di sfondare le linee statunitensi spettava quindi alle tre divisioni Volksgrenadier e alla divisione paracadutisti. L'attacco, preceduto da un violento bombardamento di artiglieria, ebbe inizio alle 05:30 del 16 dicembre ma i tedeschi non ottennero i rapidi successi previsti: a nord la 326ª Volksgrenadier-Division del LXVII Armeekorps (generale Otto Hitzfeld) si scontrò con i reparti dell'esperta 2ª Divisione fanteria che reagirono efficacemente, e quindi non riuscì a sbucare fuori da Monschau e non poté organizzare un solido fianco di protezione a nord; al centro l'attacco delle altre due divisioni Volksgrenadier (12ª e 277ª) urtò contro soli cinque battaglioni della 99ª Divisione fanteria statunitense che tuttavia, dopo la sorpresa iniziale, si batterono con grande abilità abbarbicandosi ai due villaggi di Krinkelt e Rocherat che sbarravano la strada al crinale di Elsenborn di decisiva importanza per aprire la strada ai panzer delle SS. I reparti Volksgrenadier, attaccando troppo frontalmente, subirono forti perdite per due giorni senza riuscire a sfondare sotto il fuoco della fanteria statunitense.

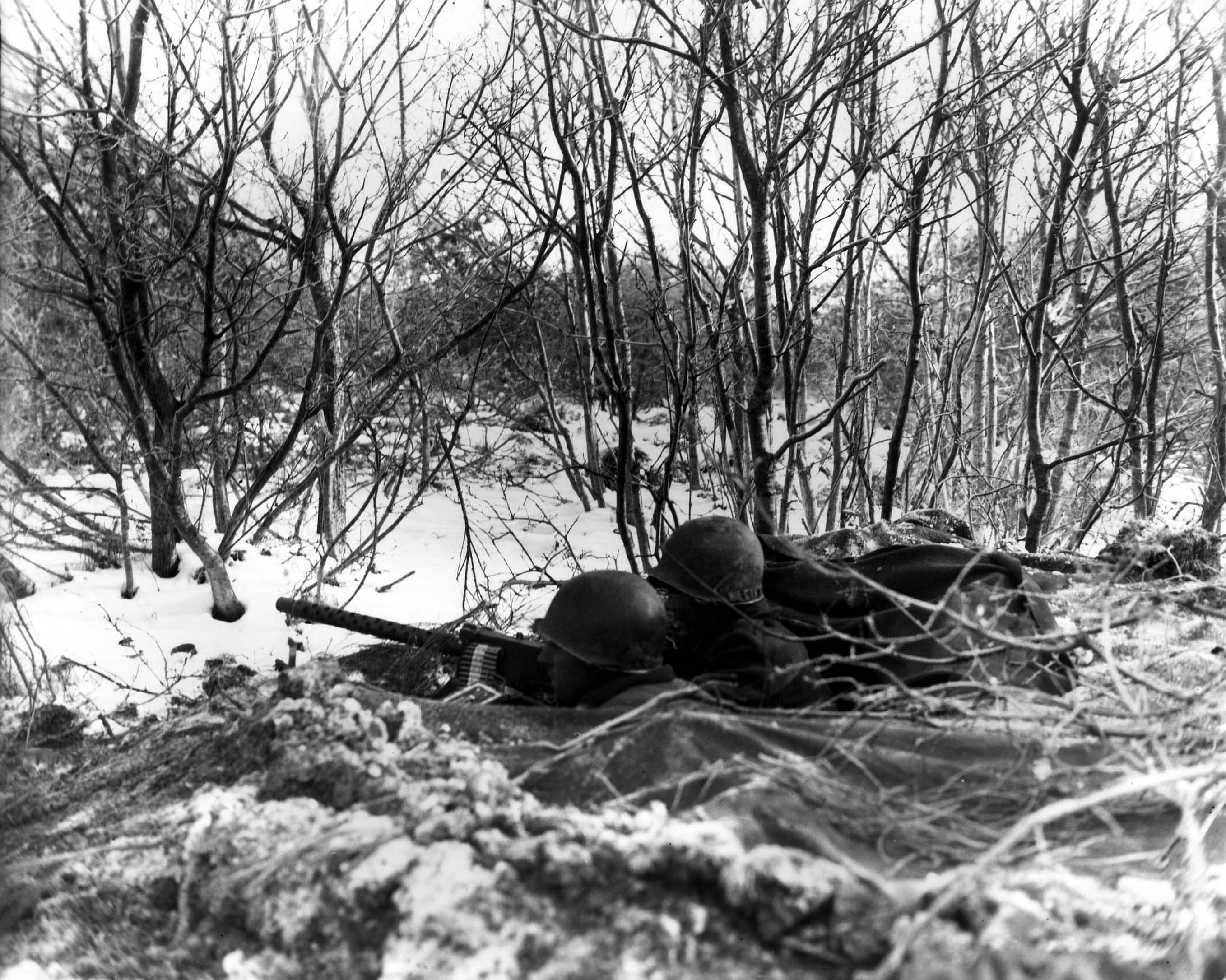
Una postazione difensiva statunitense nelle Ardenne

Il 17 dicembre gli attacchi ripresero e il generale Priess decise di far intervenire direttamente anche la 12. SS-Panzer-Division "Hitlerjugend" che tuttavia non ottenne risultati migliori. Il comando del V corpo statunitense (generale Gerow), dopo un momento di confusione, prese le opportune contromisure: sospese, inizialmente contro il parere del generale Hodges, gli attacchi in corso nel settore di Roermond e trasferì due battaglioni della 2ª divisione per rinforzare la 99ª, il maggior generale Walter Robertson assunse il comando e riuscì per tutto il giorno a respingere i nuovi attacchi del nemico. Grandi imbottigliamenti nelle retrovie tedesche impedirono alle Waffen-SS di schierare tutti i loro reparti che quindi non poterono esercitare una sufficiente pressione. Nella notte del 17 dicembre la 99ª divisione fanteria abbandonò i villaggi di Rocherat e Krinkelt e ripiegò sul crinale di Elsenborn dove, rafforzata da una parte della 2ª divisione e soprattutto dalla 1ª divisione fanteria, prontamente inviata da Hodges, costituì una solida posizione di sbarramento.
La 12ª divisione SS "Hitlerjugend", quindi, si esaurì contro il crinale senza risultati, fallendo la sua missione. Fino al 23 dicembre continuarono gli attacchi tedeschi nel settore di Elsenborn e Bügtenbach, ma il piano di avanzata della 6ª Panzerarmee era completamente fallito e le unità più potenti tedesche rimanevano inutilmente ferme senza possibilità di passaggio o subivano dure perdite di uomini e mezzi attaccando frontalmente le solide difese statunitensi rafforzate da una potente artiglieria e da alcuni reparti di carri armati e tank-destroyer.

### Il varco di Losheim
Mentre infuriava la battaglia nel settore dei villaggi gemelli di Krinkelt e Rocherat, le difese statunitensi erano state invece superate più a sud, nell'importante settore del cosiddetto varco di Losheim, territorio strategicamente importante che apriva la strada per la valle dell'Amblève e copriva da nord il settore dell'Eifel. Difeso solo dal debole 14º gruppo di cavalleria (14th Cavalry Group, equivalente a un reggimento meccanizzato leggero con compiti di ricognizione cui era stata aggiunta la compagnia A dell'820th Tank Destroyer Battalion) il varco era il vero punto critico delle linee statunitensi e segnava anche il confine tra i settori del V e dell'VIII corpo d'armata.
Dal mattino del 16 dicembre il varco di Losheim venne attaccato a nord dalla 3. Fallschirmjäger-Division (dipendente dal I SS Panzerkorps del generale Priess) che, piuttosto inesperta, mise molto tempo a sloggiare i difensori; mentre a sud l'attacco venne sferrato dall'efficiente 18ª Volksgrenadier-Division (appartenente al LXVI Armeekorps della 5. Panzerarmee) che ottenne maggiori successi. A mezzogiorno le difese statunitensi erano ormai crollate e il 14º gruppo di cavalleria nella serata praticamente si dissolse, lasciando via libera al nemico.

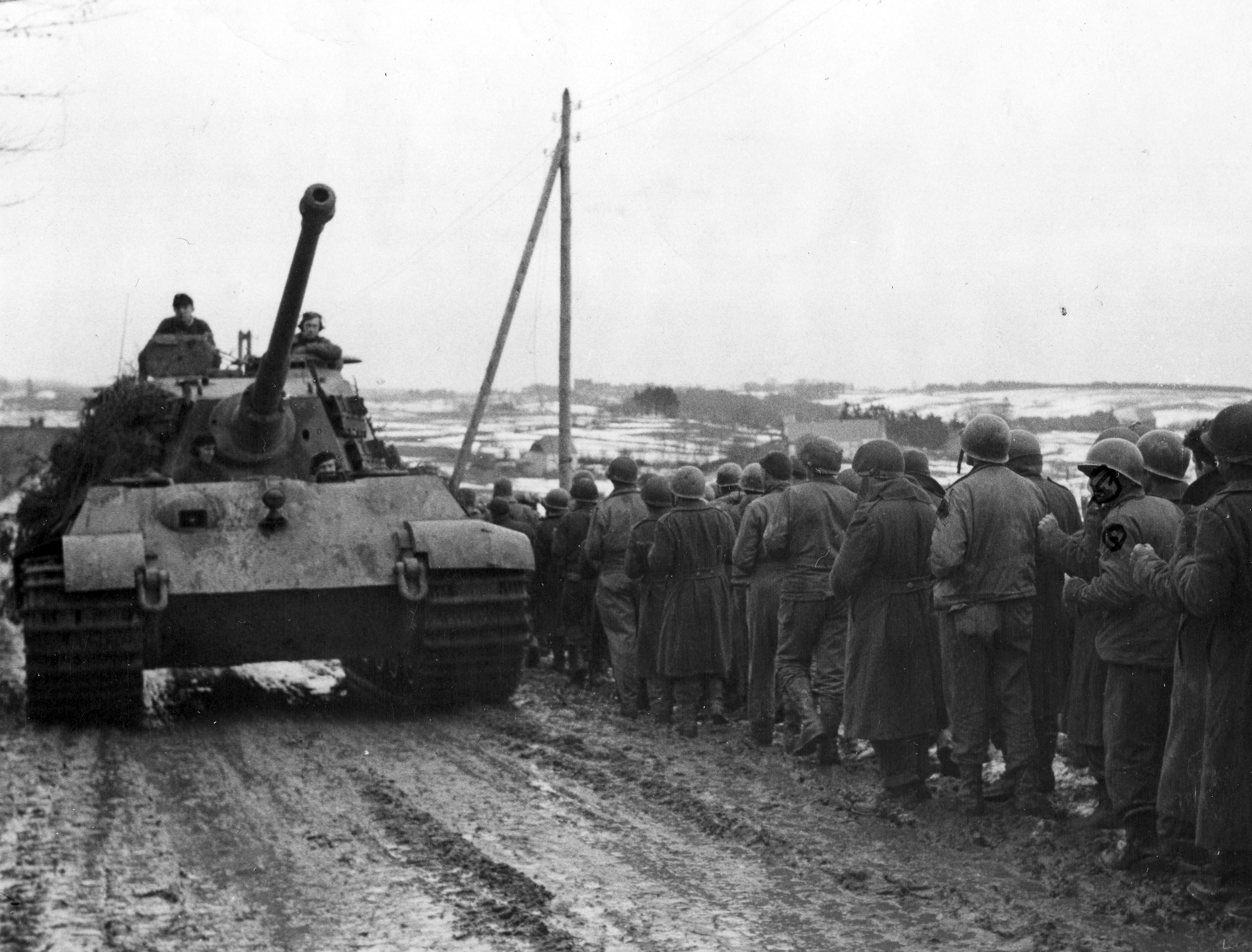
Un carro pesante Panzer VI Tiger II del Kampfgruppe "Peiper" nelle Ardenne; lunghe colonne di prigionieri statunitensi marciano in direzione opposta verso i campi di raccolta nelle retrovie

La conquista del varco di Losheim apriva favorevoli prospettive per i tedeschi, aprendo la strada sia a un'avanzata diretta verso ovest, dove si sarebbe spinta la 1. SS-Panzer-Division "Leibstandarte SS Adolf Hitler" del generale Wilhelm Mohnke, sia verso sud-ovest dove la 18ª Volksgrenadier cominciò a muovere, aggirando il massiccio dello Schnee Eifel dove erano schierati due reggimenti dell'inesperta 106ª divisione fanteria statunitense.
Questa divisione statunitense era giunta solo il 10 dicembre nell'area assegnata, dopo un estenuante viaggio attraverso la Francia sotto la pioggia su autocarri privi di teloni, e quindi era ancora molto mal preparata per affrontare un serio attacco; posizionata nello Schnee Eifel, era molto esposta a possibili attacchi sui fianchi. Il 16 dicembre i due reggimenti in prima linea, non attaccati direttamente dal nemico, non compresero il pericolo che stavano correndo e quindi rimasero fermi sulle loro posizioni, mentre a nord la 18ª Volksgrenadier-Division li stava aggirando sul fianco sinistro e anche a sud la 62ª Volksgrenadier-Division (l'altra divisione del LXVI corpo d'armata del generale Walther Lucht) avanzava sul loro fianco destro con l'intenzione di collegarsi con le altre truppe che discendavano da nord alle spalle dello Schnee Eifel e circondare gli statunitensi.
Il comandante della 106ª divisione fanteria, maggior generale Alan Jones, con quartier generale a Saint Vith, allarmato dalla situazione, richiese alle ore 12:00 senza successo al generale Middleton, comandante dell'VIII corpo d'armata, l'autorizzazione a ritirare le sue truppe; nella notte la situazione per i reparti della 106ª peggiorò, ma un'ulteriore richiesta di ripiegare venne ancora respinta. Così il 17 dicembre i due reggimenti della 106ª rimasero nello Schnee Eifel e vennero quindi circondati dalle due divisioni Volksgrenadier, senza possibilità di scampo in assenza di improbabili aiuti dall'esterno. L'accerchiamento di queste forze metteva inoltre in pericolo anche il nodo di comunicazioni di Saint Vith che inizialmente venne difeso dal solo Combat Command B della 9ª divisione corazzata; tentativi di contrattacco per sbloccare gli assediati non ebbero successo, e le truppe sullo Schnee Eifel soffrirono ben presto anche una seria carenza di rifornimenti, a causa del fallimento dei tentativi di rifornimento per via aerea.

### L'incursione delKampfgruppePeiper

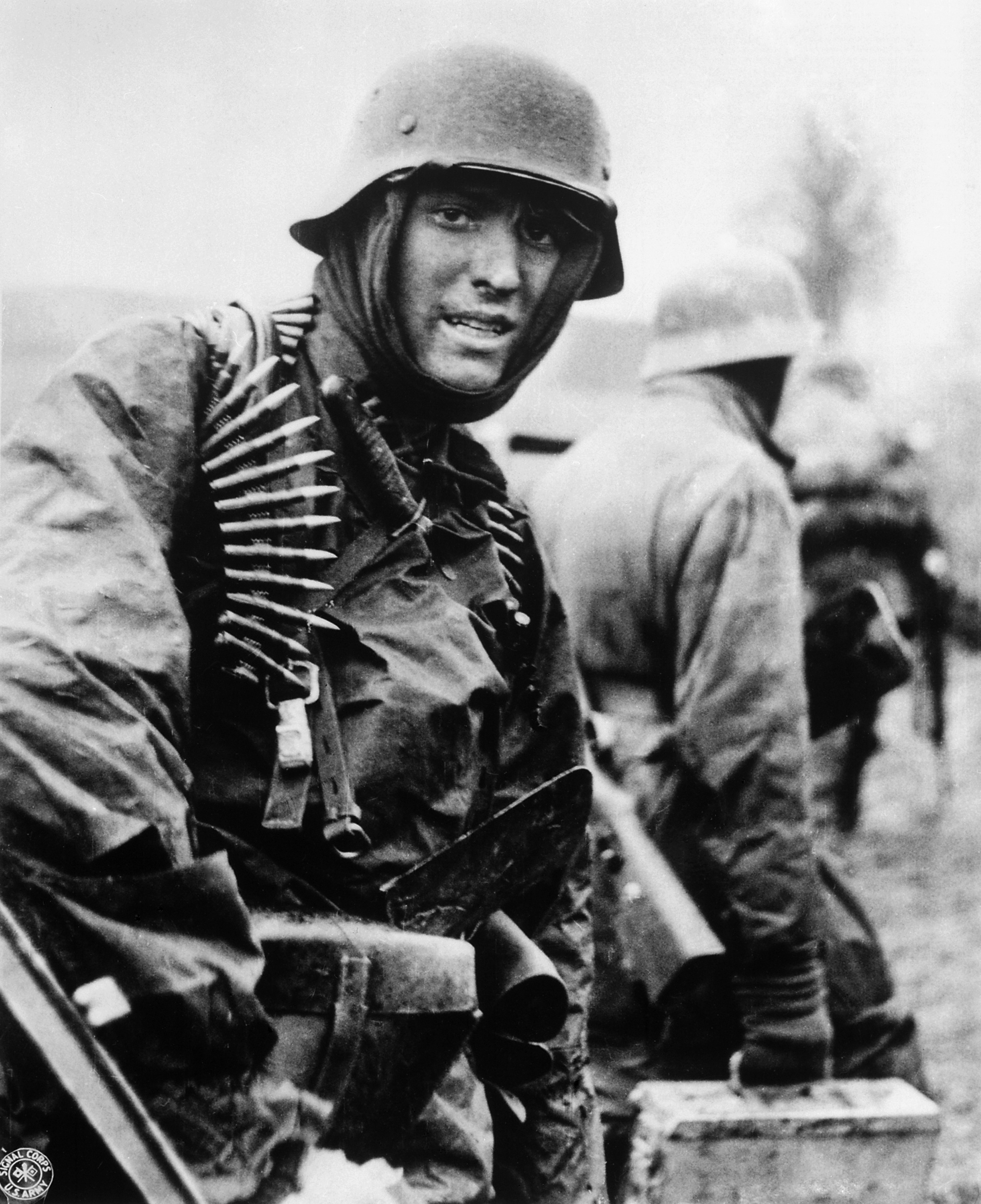
Soldati delle Waffen-SS durante i primi giorni dell'offensiva.

Durante il 16 dicembre, nella zona del varco di Losheim, il potente Kampfgruppe Peiper, costituito dalla maggior parte dei carri armati della 1. SS-Panzer-Division "Leibstandarte SS Adolf Hitler" a cui erano stati aggregati anche i Tiger II di un battaglione pesante delle SS e comandato dal tenente colonnello delle Waffen-SS Joachim Peiper, veterano del fronte sovietico e grande esperto di manovre corazzate, era rimasto impazientemente fermo in attesa che i paracadutisti della 3ª Fallschirmjäger-Division aprissero il passaggio per la prevista avanzata verso ovest.
La notte del 16 dicembre Peiper poté finalmente incominciare la sua marcia verso ovest, sfruttando il varco aperto nelle linee statunitensi e incontrando solo sporadica resistenza da parte di elementi sbandati del 14º gruppo di cavalleria travolto a Losheim. Durante la giornata del 17 dicembre il Kampfgruppe fece rapidi progressi e avanzò da Buchholz a Büllingen dove catturò un deposito di carburante; quindi proseguì per Malmedy e alle 17:00 raggiunse Stavelot dopo aver percorso la valle dell'Amblève. La marcia era stata costellata da episodi di spietata violenza su prigionieri statunitensi e su civili belgi, uccisi sommariamente dai soldati delle Waffen-SS. Questa profonda penetrazione del gruppo corazzato di Peiper sembrava minacciare i grandi depositi di Liegi e lo stesso quartier generale della 1ª Armata del generale Hodges a Spa, e provocò grande preoccupazione nei comandi alleati, anche le truppe che si battevano sul crinale di Elsenborn rischiavano di rimanere isolate.

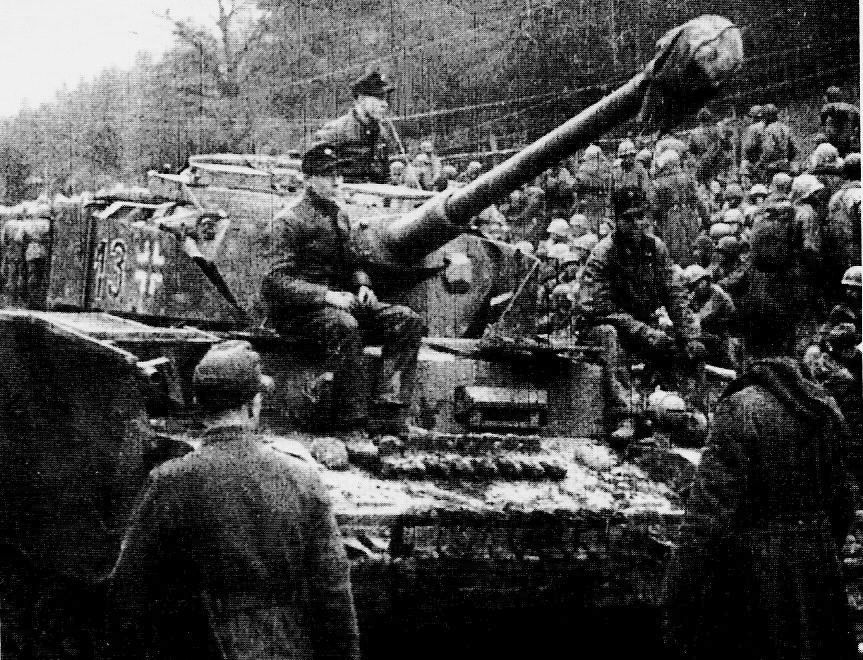
Un Panzer IV del Kampfgruppe Peiper (1. SS-Panzer-Division "Leibstandarte SS Adolf Hitler") sfila a fianco di un grosso gruppo di soldati statunitensi catturati durante i primi giorni dell'offensiva

Le coraggiose azioni di contenimento di piccoli gruppi di genieri e la distruzione di preziosi ponti sull'Ambleve che costrinsero il Kampfgruppe a perdite di tempo e a deviare dal percorso, permisero agli statunitensi di superare la grave crisi; rallentato da queste difficoltà il tenente colonnello Peiper il 18 dicembre proseguì verso Trois-Ponts, dove trovò il ponte distrutto, e quindi La Gleize e Stoumont che venne conquistata dopo aver sbaragliato il 119º reggimento fanteria. La situazione del Kampfgruppe, tuttavia, divenne difficile: sempre più isolato nel cuore del territorio nemico, con collegamenti precari con il grosso della "Leibstandarte", rimasto molto più indietro, venne attaccato dai primi reparti della 30ª divisione fanteria statunitense, impegnati con urgenza dal generale Hodges. Il 19 dicembre un battaglione del 117º reggimento fanteria statunitense riconquistò Stavelot, tagliando quindi le comunicazioni di Peiper e isolandolo dal resto della divisione.
Nei giorni seguenti il Kampfgruppe si asserragliò a La Gleize e respinse i numerosi attacchi dei reparti della 30ª Divisione, della 82ª Divisione aviotrasportata e della 3ª Divisione corazzata (Combat Command B) che lo circondavano; ma i tentativi organizzati dal generale Mohnke, impiegando le altre formazioni della "Leibstandarte", per venire in soccorso e riprendere contatto fallirono e il 23 dicembre Peiper, ormai rimasto senza carburante e rifornimenti, dovette decidersi ad abbandonare l'equipaggiamento pesante, i suoi ultimi carri armati e ripiegare a piedi verso est. Il 26 dicembre i resti del Kampfgruppe riuscirono a rientrare in salvo nelle linee tedesche, senza più carri armati e ridotti a soli 800 uomini.
Il fallimento del tenente colonnello Peiper, mentre i reparti della 12. SS-Panzer-Division "Hitlerjugend" si dissanguavano inutilmente contro il crinale di Elsenborn senza riuscire ad avanzare, pregiudicò definitivamente le possibilità del I SS Panzerkorps del generale Hermann Priess di sfondare e di marciare rapidamente verso Liegi, come previsto nei piani originali dell'OKW; la 6ª Panzer-Armee del generale Dietrich non era riuscita nella sua missione e, chiusa in uno spazio ristretto dalla resistenza delle crescenti forze nemiche, avrebbe ben presto dovuto trasferire a sud una parte delle sue divisioni migliori per sostenere la 5. Panzerarmee.

## L'avanzata tedesca verso la Mosa

### Sfondamento sull'Our e marcia su Bastogne
Mentre il Kampfgruppe Peiper incominciava la sua drammatica incursione in profondità e le altre unità Waffen-SS rimanevano inutilmente agganciate tra Elsenborn e Bütgenbach, un successo molto maggiore era stato raggiunto invece dalla 5. Panzerarmee della Wehrmacht dell'abile generale Hasso von Manteuffel, che in origine era destinata a svolgere solo un compito di copertura e supporto sul fianco sinistro all'attacco principale dell'armata del generale Dietrich a nord, marciando fino alla Mosa e quindi su Bruxelles. Una variante tattica adottata dal generale Manteuffel favorì il successo iniziale: invece di scatenare un lungo bombardamento preliminare i tedeschi attaccarono ancora nell'oscurità dell'alba, senza preparazione di artiglieria e sfruttando il chiaro di luna artificiale creato dalla luce dei riflettori della contraerea proiettato verso le nuvole; inoltre il generale tedesco costituì battaglioni d'assalto scelti che si infiltrarono nelle posizioni nemiche facilitando l'avanzata del grosso delle truppe e aprendo la strada ai carri armati.
Dopo il successo degli attacchi iniziali quindi, si mossero alle ore 16:00, dalle loro basi di partenza nell'Eifel, le unità corazzate della 5ª armata corazzata tedesca (tre Panzer-Division del XXXXVII e LVIII Panzerkorps, con circa 320 panzer) che attaccarono principalmente la 28ª Divisione fanteria e aggirarono da sud la 106ª Divisione di fanteria che, attaccata anche sul suo fianco sinistro dal LXVI corpo d'armata, nei giorni successivi sarebbe stata accerchiata nello Schnee Eifel.
Dopo una coraggiosa resistenza, la 28ª Divisione fanteria (maggior generale Norman Cota) cedette lungo la linea del fiume Our; Marnach venne conquistata dalla 2. Panzer-Division dell'esperto colonnello Meinrad von Lauchert che sbaragliò facilmente anche i deboli tentativi di resistenza di alcune compagnie di carri armati messe a disposizione della fanteria americana. I panzer il 17 dicembre conquistarono anche Clervaux e attraversarono il Clerf, mentre, più a sud, la Panzer-Lehr-Division del tenente generale Fritz Bayerlein, trovando meno resistenza, avanzò senza difficoltà fino a Wiltz. Le due divisioni corazzate del XXXXVII Panzerkorps del generale Heinrich von Lüttwitz si aprirono così la strada per i nodi di comunicazione più importanti delle Ardenne, mentre, dopo la disfatta della 28ª divisione fanteria e delle piccole riserve corazzate presenti, un ampio varco si apriva nelle linee dell'VIII corpo d'armata statunitense del generale Middleton.
Nei giorni successivi alcuni disperati tentativi di frenare l'avanzata nemica da parte delle limitate riserve corazzate statunitensi immediatamente disponibili (il Combat Command R della 9ª Divisione corazzata e il Combat Command B della 10ª Divisione corazzata statunitense, trasferita frettolosamente a nord dalla 3ª Armata di Patton) vennero abbastanza facilmente superati dalle colonne dei panzer, convergenti da tutte le direzioni sui più importanti incroci stradali. Furono le aspre battaglie dei blocchi stradali del 18 e 19 dicembre: ad Allenborn (dove vennero distrutte la Task Force Harper e la Task Force Rose), a Longvilly (luogo della catastrofe del Team Cherry), a Noville (dove venne sbaragliato il Team Desobry), i Kampfgruppe della 2. Panzer-Division di Lauchert e della Panzer-Lehr-Division di Bayerlein ebbero la meglio; ma questi scontri, anche se costarono dure perdite di carri armati e di uomini agli statunitensi (circa 300 carri statunitensi furono distrutti nei primi tre giorni dai panzer del XXXXVII Panzerkorps del generale von Lüttwitz), ottennero almeno l'effetto di rallentare la progressione delle colonne tedesche in direzione dei centro nevralgico di Bastogne.

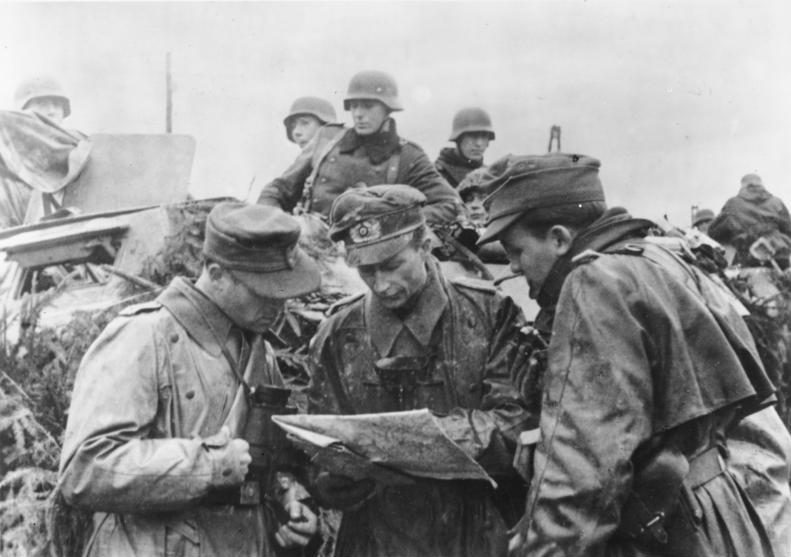
Ufficiali tedeschi studiano le carte durante l'avanzata delle forze corazzate nelle Ardenne

Mentre il XXXXVII Panzerkorps marciava sul nodo di comunicazioni di Bastogne, l'altro corpo corazzato della 5ª Armata corazzata, il LVIII Panzerkorps del generale Walter Krüger, aveva a sua volta attaccato dal 16 dicembre più a nord, contro altri reparti della 28ª Divisione fanteria, superando l'Our a Dasburg e avanzando verso Heinerscheid e Troisvierges sul Clerf. La resistenza statunitense in questo settore era debole e i panzer della 116. Panzer-Division del maggior generale Siegfrid von Waldenburg poterono proseguire, nonostante qualche incertezza, verso ovest, occupando senza combattere Houffalize il 19 dicembre e spingendosi nella valle dell'Ourthe. Solo il 20 dicembre arrivarono in questa zona i primi reparti della 3ª Divisione corazzata statunitense (il Combat Command R) incaricata di bloccare la pericolosa avanzata del nemico.
Nonostante questi grandi successi, lo sfondamento riuscito nel settore della 28ª Divisione fanteria e la distruzione delle riserve corazzate nemiche, che apriva la strada per Bastogne e per la linea della Mosa, il generale Manteuffel in realtà non era molto soddisfatto dell'andamento delle operazioni; consapevole dell'importanza di un'avanzata estremamente rapida per anticipare l'afflusso delle riserve alleate, l'ufficiale tedesco sollecitò i suoi comandanti ad accelerare la marcia, proseguendo anche di notte, e a evitare di attardarsi contro i nuclei di resistenza statunitensi. Anche il feldmaresciallo Model, piuttosto pessimista a differenza dell'esultante Hitler, non enfatizzò i risultati raggiunti, e, al contrario deluso dalla prestazione delle Waffen-SS, già il 18 dicembre comunicò a Jodl che il piano di attacco a sorpresa con obiettivi strategici era praticamente fallito, premendo per un ritorno alla variante operativa minore (la cosiddetta "piccola soluzione").
Nei primi giorni dell'offensiva risultati sorprendentemente buoni aveva raggiunto la 7ª Armata del generale Brandenberger, la più debole delle formazioni tedesche, impegnata a nord di Echternach nella missione di proteggere il fianco della 5. Panzerarmee da possibili minacce nemiche da sud. Impiegando l'LXXXV e l'LXXX Armeekorps con tre Volksgrenadier-Division e la 5. Fallschirmjäger-Division, riuscì a mettere in difficoltà il Combat Command A della 9ª Divisione corazzata e la 4ª Divisione fanteria statunitensi, ad attraversare con successo l'Our e la Sauer, e a conquistare Martelange, Diekirch ed Ettelbruck. In particolare la 5ª Fallschirmjäger (maggior generale Ludwig Heilmann) raggiunse il Clerf e si portò a sud di Bastogne per svolgere il suo compito di copertura; mentre il comando statunitense, allarmato, decise di schierare l'intero Combat Command A della 10ª Divisione corazzata per appoggiare la 4ª Divisione fanteria.

### Decisioni alleate e assedio di Bastogne
Fin dal 16 dicembre, dopo alcune ore iniziali di confusione e di mancanza di informazioni, Eisenhower e il generale Bradley (comandante del 12º Gruppo d'armate statunitense) identificarono le dimensioni e la pericolosità dell'offensiva tedesca e quindi mobilitarono le limitate riserve a disposizione: il generale Matthew Ridgway ricevette ordine di attivare subito il XVIII corpo d'armata aviotrasportato con le sue due divisioni paracadutisti (82ª e 101ª), di cui fu previsto inizialmente l'impiego a nord contro le Waffen-SS che sembravano aver sfondato nella regione di Malmedy; alla 9ª Armata il generale Simpson ricevette ordine di cedere al generale Hodges la 7ª Divisione corazzata (che diresse verso Saint Vith), mentre Patton alla 3ª Armata dovette trasferire immediatamente, nonostante le sue rimostranze, la 10ª Divisione corazzata a Bastogne.

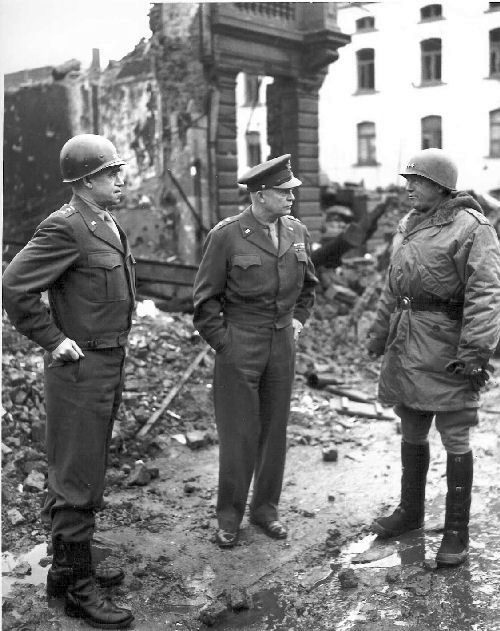
Da sinistra: i generali Omar Bradley, Dwight Eisenhower e George Patton durante la battaglia delle Ardenne

Infine il 19 dicembre, al quartier generale di Verdun il generale Eisenhower, allarmato dal peggioramento della situazione e dallo sfondamento dei panzer, dopo una conferenza con i generali Patton, Bradley e Jacob Devers, intervenne direttamente nella condotta della battaglia, prendendo alcune decisioni cruciali. A dispetto dei resoconti di alcuni protagonisti britannici, sembra che il comandante in capo alleato dimostrò nel corso della riunione energia e ottimismo di fronte alla prospettiva del disastro e sostenne in parte le vigorose proposte di Patton. Cosciente del pericolo di un crollo strategico e informato dell'ormai inevitabile accerchiamento di Bastogne, Eisenhower dispose l'immediato spostamento a nord di due corpi d'armata della 3ª armata di Patton (con sei divisioni) per contrattaccare da sud verso la città belga, mentre la guarnigione si sarebbe trincerata a oltranza. Inoltre l'VIII corpo d'armata del generale Middleton (1ª armata), molto indebolito dopo le sconfitte subite, sarebbe a sua volta passato agli ordini di Patton a sud della penetrazione tedesca, mentre altre forze (VII corpo d'armata e XVIII corpo d'armata aviotrasportato) sarebbero intervenute per rafforzare la 1ª armata del generale Hodges a nord dello sfondamento tedesco.

Carta delle operazioni dal 16 al 25 dicembre

Il generale Patton, che aveva già in parte previsto e pianificato lo spostamento delle sue forze verso nord, ebbe ordine di passare alla controffensiva verso Bastogne il prima possibile e il generale dimostrò ancora una volta la sua già nota capacità di comando effettuando il difficile movimento, nelle rigide condizioni invernali, di due divisioni corazzate, quattro divisioni fanteria e 133 000 veicoli in sole 120 ore. Nella serata del 19 dicembre Eisenhower prese infine un'ultima decisione: preoccupato dalle difficoltà del generale Bradley (posizionato nel suo quartier generale di Lussemburgo) a coordinare le sue forze a nord e a sud dello sfondamento tedesco, decise di sottrarre al comando del generale statunitense le truppe schierate a settentrione, affidandole al 21º Gruppo d'armate del maresciallo Montgomery, che avrebbe assunto la direzione globale della battaglia nel settore settentrionale (la 1ª Armata di Hodges, posto di comando a Spa e poi a Liegi, rinforzata con riserve statunitensi e britanniche). Il generale Bradley avrebbe mantenuto la direzione delle forze nel lato sud del lungo saliente creato dalla penetrazione tedesca (3ª Armata di Patton con i resti dell'VIII Corpo di Middleton). La decisione non mancò di suscitare accese polemiche tra ufficiali alleati ed ebbe anche ripercussioni sul campo a causa delle significative differenze tra le concezioni tattico-operative di Montgomery e quelle dei generali statunitensi.
Nella giornata del 19 dicembre la 101ª Divisione aviotrasportata del generale di brigata Anthony McAuliffe raggiunse Bastogne, trasportata in gran fretta su autocarri dalla regione di Reims con solo una parte del suo equipaggiamento, e incominciò subito a organizzare la difesa, presto rinforzata dai resti (circa 40 carri armati e una trentina di tank-destroyer) del Combat Command B della 10ª Divisione corazzata e del Combat Command R della 9ª Divisione corazzata che erano state decimate dalle forze corazzate tedesche sulle vie di accesso alla città. Il 20 dicembre le due Panzer-Division del XXXXVII Panzerkorps, dopo qualche tentativo di irrompere dentro la città d'assalto, respinto dai paracadutisti statunitensi, non si attardarono oltre e aggirarono a nord e a sud Bastogne proseguendo verso ovest, secondo le indicazioni dell'impaziente von Lüttwitz, confermate anche dal generale Manteuffel, che intendeva accelerare la marcia verso la Mosa. Bastogne venne quindi accerchiata il 21 dicembre dalla 26ª Volksgrenadier-Division e da un Kampfgruppe della Panzer-Lehr-Division che incominciarono ad attaccare i lati del perimetro difensivo, tenacemente difeso dai paracadutisti della 101ª.
Le forze tedesche assegnate a Bastogne erano chiaramente insufficienti e i paracadutisti statunitensi, combattivi e con il morale alto, resistettero ai primi giorni di assedio, nonostante le carenze di rifornimenti, che vennero in parte inviati per via aerea. Richieste di resa, trasmesse il 22 dicembre dal generale Heinz Kokott (comandante della 26ª Volksgrenadier-Division) vennero energicamente respinte dal generale McAuliffe, deciso a resistere in attesa del promesso soccorso dall'esterno da parte delle forze del generale Patton in corso di raggruppamento a sud della città belga.

### Resa nello Schnee Eifel e caduta di Saint-Vith

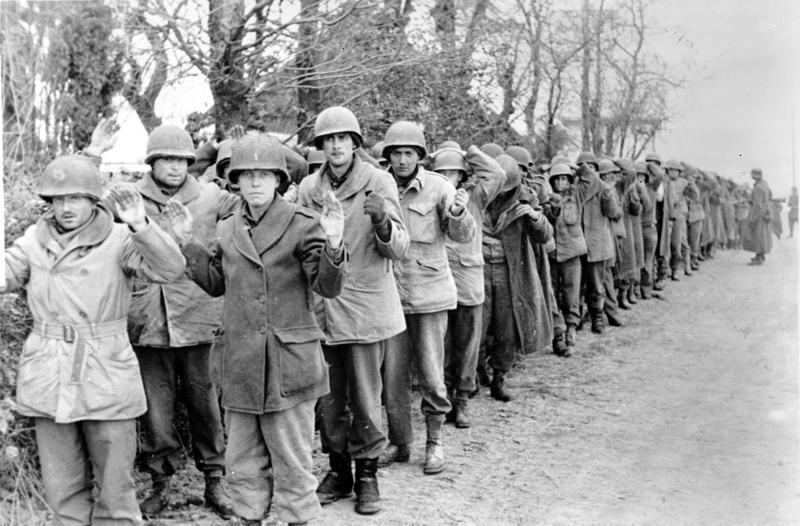
Soldati statunitensi catturati durante i primi giorni dell'offensiva delle Ardenne

Mentre le Panzer-Division del generale Manteuffel proseguivano, nonostante qualche difficoltà, verso la Mosa, avanzando in profondità nel territorio nemico, e mentre Bastogne stava per essere accerchiata, si era consumata la disfatta dei due reggimenti della 106ª Divisione fanteria statunitense rimasti circondati nello Schnee Eifel. Il pomeriggio del 19 dicembre, dopo un debole tentativo di rompere l'anello nemico e in mancanza di aiuto dall'esterno da parte dei reparti della 7ª Divisione corazzata statunitense già in difficoltà a Sankt-Vith, i soldati statunitensi circondati si arresero in massa e le due Volksgrenadier-Division del LXVI Armeekorps del generale Lucht (la 18ª e la 62ª) che li accerchiavano, catturarono oltre 8 000 prigionieri. Fu la più grande resa dell'esercito statunitense nella seconda guerra mondiale sul teatro europeo, ed ebbe anche implicazioni operative, disimpegnando le due divisioni tedesche che quindi il 20 dicembre poterono attaccare l'importante centro di comunicazioni di Saint-Vith.
Nello stesso giorno il feldmaresciallo Model e il generale Manteuffel si incontrarono sul campo di battaglia e il comandante del gruppo d'armate B sollecitò la rapida conquista di Saint-Vith per liberare un'altra via di comunicazione con cui alleviare i problemi del traffico e del rifornimento che stavano rallentando l'offensiva tedesca. Il generale Manteuffel parve fiducioso e Model gli promise l'assegnazione immediata della brigata meccanizzata Führer-Begleit-Brigade per accelerare l'attacco alla città. La difesa del nodo strategico di Saint-Vith era stata improvvisata, nei primi giorni dell'offensiva nemica, dal comando statunitense del generale Hodges impiegando la 7ª Divisione corazzata, trasferita in fretta, su ordine del generale Eisenhower, dalla 9ª Armata schierata più a nord, per rinforzare il Combat Command B della 9ª Divisione corazzata già presente sul posto e i resti della 106ª Divisione fanteria.

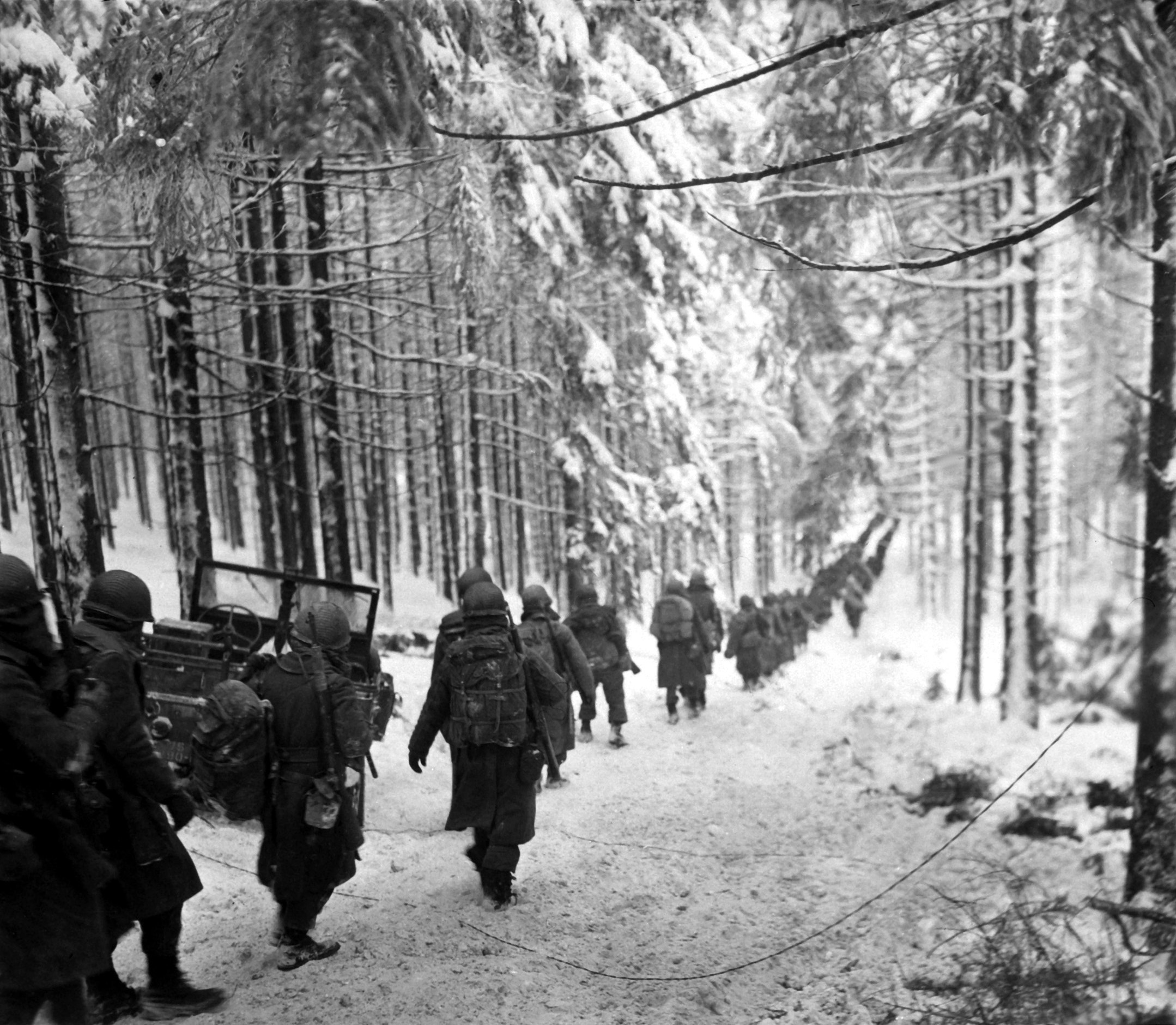
Truppe statunitensi in marcia nella regione di Sankt-Vith

Il generale Robert Hasbruck, comandante della 7ª Divisione corazzata, assunse il comando di questo raggruppamento e dimostrò capacità ed energia respingendo i primi attacchi dei Volksgrenadier del LXVI Corpo d'armata e dei mezzi corazzati della Führer-Begleit-Brigade. Il 20 e il 21 dicembre i tedeschi vennero contenuti e subirono perdite, mentre le truppe statunitensi mantennero il possesso della città; la notte del 21 dicembre un attacco di fanteria tedesca finalmente riuscì a penetrare dentro Sankt-Vith, ma i reparti statunitensi ripiegarono con ordine conservando le posizioni più importanti dell'esposto saliente che era ora minacciato anche sui due fianchi isolati.
La situazione per il generale Hasbruck si aggravò nei giorni seguenti con l'intervento sui due lati del saliente di Saint-Vith delle due divisioni corazzate delle Waffen-SS appartenenti al II SS Panzerkorps del generale Wilhelm Bittrich, fatte intervenire dal feldmaresciallo Model a sostegno del LXVI Armeekorps per conquistare finalmente il nodo stradale. Rischiando di essere accerchiato, il 23 dicembre il generale Hasbruck abbandonò infine, dopo aver ricevuto autorizzazione dai comandi, le posizioni del saliente e si ritirò verso ovest per schierarsi sulla nuova linea più arretrata costituita dal generale Ridgway con il suo XVIII corpo d'armata aviotrasportato (reparti della 82ª Divisione aviotrasportata e una parte della 3ª Divisione corazzata) per coprire le città di Manhay e Werbomont. I tedeschi avevano infine occupato il nodo di comunicazioni ma con un disastroso ritardo, non riuscendo per molti giorni preziosi a schierare tutte le loro forze per mancanza di sufficienti strade disponibili.

### Ultimi attacchi tedeschi
Nel settore della 6. Panzerarmee del generale Dietrich i ripetuti fallimenti della 12. SS "Hitlerjugend" sul crinale di Elsenborn e la precaria situazione del Kampfgruppe Peiper, ormai isolato a Stoumont, rendevano inattuabile l'impiego del II SS Panzerkops come previsto sulle orme del I SS Panzerkorps per l'avanzata su Anversa; pertanto il 22 dicembre il feldmaresciallo Model decise di dirottare sulla sinistra l'SS Panzerkorps del generale Bittrich per partecipare alla battaglia di Saint-Vith insieme con il LXVI Armeekorps e poi appoggiare sul fianco destro l'avanzata della 5. Panzerarmee verso la Mosa. Il II SS Panzerkorps quindi entrò in azione nel saliente di Saint-Vith, che cadde il 23 dicembre, e poi si spinse lungo l'importante strada maestra Route N.15 che portava a Liegi attraverso Manhay e Werbomont. Questa zona era difesa solo debolmente dai reparti della 82ª divisione aviotrasporta (generale James Maurice Gavin) e dalle unità della 7ª divisione corazzata che avevano abbandonato Sankt-Vith, quindi il maresciallo Montgomery, che aveva assunto dal 20 dicembre il comando delle forze statunitensi sul lato nord dell'avanzata tedesca, dispose prudentemente un ripiegamento tattico dei paracadutisti e inviò di rinforzo il Combat Command R della 3ª Divisione corazzata.

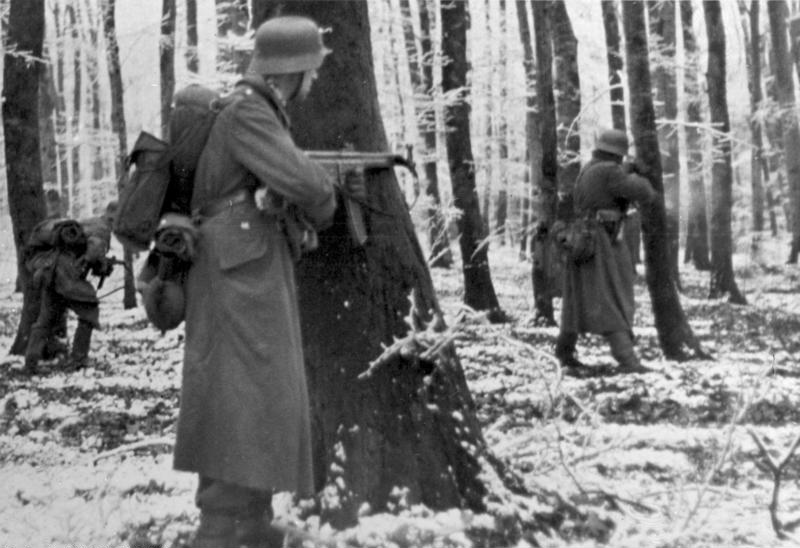
Soldati tedeschi in azione nelle foreste delle Ardenne

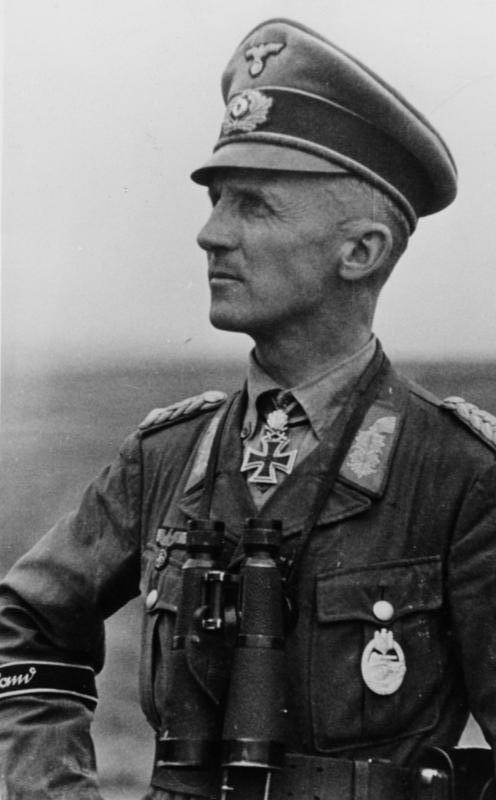
Il generale Hasso von Manteuffel, comandante della 5. Panzerarmee e protagonista dell'avanzata principale tedesca nelle Ardenne

Inizialmente le Waffen-SS fecero buoni progressi: la 9. SS-Panzer-Division "Hohenstaufen" conquistò Vielsalm, mentre la 2. SS-Panzer-Division "Das Reich" sbaragliò il 23 dicembre un battaglione di paracadutisti a Baraque de Fraiture e proseguì verso Manhay, infliggendo dure perdite alle unità corazzate statunitensi. In un primo momento anche Manhay e Grandménil caddero in mano tedesca, ma gli statunitensi si stavano continuamente rafforzando con l'arrivo anche dei primi elementi del VII Corpo d'armata, un miglioramento del tempo a partire dal 23 dicembre permise un impiego in massa dei cacciabombardieri alleati che martellarono le colonne tedesche, e il 25 e il 26 dicembre le unità corazzate statunitensi, potenziate con l'arrivo del Combat Command B della 3ª Divisione corazzata, contrattaccarono, bloccando l'avanzata delle Waffen-SS e riconquistando Manhay.
Intanto, dopo l'accerchiamento di Bastogne il 21 dicembre, i due raggruppamenti corazzati della 5. Panzerarmee (XXXXVII e LVIII Panzerkorps) avevano continuato ad avanzare in direzione della Mosa; il generale Manteuffel contava di raggiungere il fiume con il XXXXVII Panzerkorps e aveva ripetutamente richiesto rinforzi all'OKW e anche l'aiuto della 6. Panzerarmee, per sfruttare la situazione favorevole. In effetti il 20 dicembre la 9. Panzer-Division era stata assegnata, insieme con due Volksgrenadier-Division, alla 5. Panzerarmee e inviata nelle retrovie del XXXXVII Panzerkorps del generale von Lüttwitz che avanzava senza incontrare molta resistenza, rallentato soprattutto dalle difficoltà del terreno e dai problemi di rifornimento, mentre la 15. Panzergrenadier-Division dovette essere assegnata al settore di Bastogne per aiutare la 26ª Volksgrenadier.
L'avanzata della 2. Panzer-Division continuò con successo: venne conquistato un ponte Bailey sull'Ourthe il 21 dicembre e i reparti corazzati poterono proseguire ancora verso la Mosa di Dinant; il colonnello Lauchert, pur molto a corto di carburante e nonostante la stanchezza dei suoi uomini, raggiunse il 23 dicembre con i suoi reparti d'avanguardia Celles e Foy-Notre-Dame, a soli sette chilometri dal fiume, dove si arrestarono in una testa di ponte molto ristretta; la 2. Panzer-Division era ora in una posizione esposta e con i fianchi scoperti, in attesa del sostegno delle altre Panzer-Division. La situazione era pericolosa soprattutto sul fianco destro, a causa del fallimento della 116. Panzer-Division che, dove aver attraversato l'Ourthe a Hotton, incappò, a causa anche di errori tattici, nella tenace resistenza di reparti della 3ª Divisione corazzata statunitense (Combat Command R) e della 84ª Divisione fanteria, e non poté avanzare oltre Marche-en-Famenne. Tra Namur e Ciney si stavano concentrando infatti le riserve alleate radunate dal maresciallo Montgomery per impedire ai tedeschi il passaggio del fiume. A sud dell'avanguardia della 2. Panzer-Division, anche la Panzer-Lehr-Division, dopo aver conquistato Saint-Hubert, venne rallentata fino al 24 dicembre a Rochefort che cadde solo dopo un'aspra resistenza, mentre i primi elementi della 9. Panzer-Division erano ancora più indietro.

## Controffensiva alleata
(Il generale Patton al generale Bradley, durante la conferenza alleata di Verdun del 19 dicembre 1944)

### Blocco dell'avanzata tedesca
Il maresciallo Montgomery, dopo aver assunto dal 20 dicembre il comando delle forze alleate in combattimento sul lato settentrionale del saliente creato dalla profonda penetrazione tedesca nelle Ardenne, aveva organizzato metodicamente le sue forze allo scopo di fermare prima l'avanzata del nemico e poi sferrare un massiccio contrattacco, grazie al continuo afflusso di nuove riserve. Per impedire il passaggio della Mosa si stava schierando, tra Ciney e Marche-en-Famenne, il VII Corpo d'armata statunitense del generale Joseph Collins con la 75ª, 83ª e 84ª Divisione fanteria e la 2ª Divisione corazzata, mentre a nord della Mosa, tra Namur e Huy, era in arrivo anche il XXX Corpo d'armata britannico del generale Brian Horrocks con la 43ª, 51ª e 53ª divisione fanteria e la Divisione corazzata della Guardia.

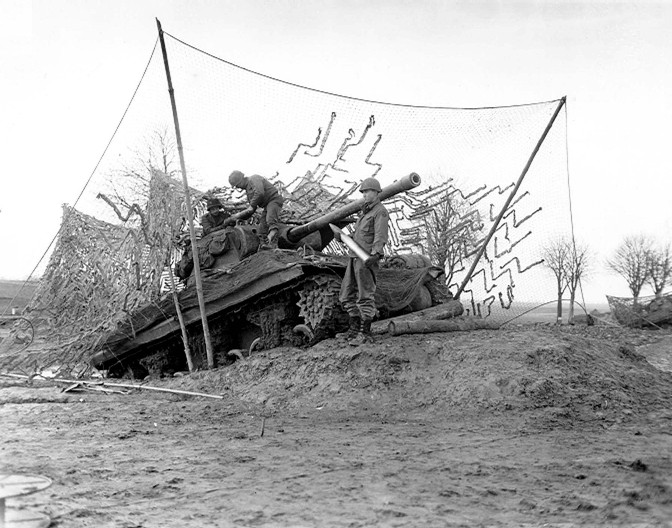
Un tank-destroyer della 2ª Divisione corazzata statunitense

Il 24 dicembre la 29ª Brigata corazzata britannica (divisione della Guardia) si portò sulla riva destra della Mosa a Dinant ed ebbe i primi contatti con il reparto da ricognizione della 2. Panzer-Division, fermo in attesa di sostegno da parte di un secondo Kampfgruppe tedesco e dell'arrivo di rifornimenti e carburante; nel frattempo il generale Collins, pur avendo dovuto in parte impegnare il suo corpo d'armata per contenere e respingere i tentativi tedeschi a Manhay e a Marche-en-Famenne, aveva raggruppato a sud di Ciney l'esperta 2ª Divisione corazzata statunitense, minacciando il fianco delle avanguardie tedesche. Nel pomeriggio del 24 dicembre i generali Collins e Harmon (comandante della 2ª Divisione corazzata) decisero, nonostante le disposizioni di Montgomery e Hodges a favore di un mantenimento della difensiva, di passare all'attacco, sfruttando la favorevole situazione tattica e le evidenti difficoltà logistiche del nemico.
Il 25 dicembre il Combat Command B e il Combat Command A dell'"inferno su ruote" (soprannome della 2ª Divisione corazzata statunitense) passarono quindi alla controffensiva sul fianco destro dei due Kampfgruppe di testa della 2. Panzer-Division. L'artiglieria statunitense colpì pesantemente, mentre le forze aeree tattiche alleate, sfruttando la situazione meteorologica, nettamente migliorata dal 23 dicembre, entrarono in azione con ottimi risultati. I due Kampfgruppe di punta della divisione corazzata tedesca vennero tagliati fuori dalle retrovie e, a corto di carburante, vennero sbaragliati, subendo perdite disastrose intorno a Celles. Solo i resti riuscirono, il 26 dicembre, a ripiegare verso ovest, dopo aver abbandonato gran parte del materiale, per ricongiungersi con il resto della divisione; alcuni tentativi della Panzer-Lehr-Division e della 9. Panzer-Division di venire in soccorso vennero respinti dagli statunitensi, e quindi il XXXXVII Panzerkorps dovette ritirarsi verso est, abbandonando Rochefort e Humain. I generali Manteuffel e von Lüttwitz furono costretti a rinunciare all'obiettivo ormai irraggiungibile della Mosa e passare sulla difensiva, mentre il comando tedesco e lo stesso Hitler già il 27 dicembre, dopo aver rinunciato alla grande offensiva strategica, avrebbero concentrato i loro ultimi attacchi nel settore di Bastogne, dove le potenti forze della 3ª armata del generale Patton erano passate alla controffensiva fin dal 22 dicembre.
A questo scopo la 6. Panzerarmee, ormai bloccata e incapace di avanzare, nonostante un ultimo fallimentare tentativo del II SS Panzerkorps il 28 dicembre a Érezée, sulla strada Hotton-Manhay, venne progressivamente privata di gran parte delle sue forze meccanizzate che vennero inviate a sud per rafforzare la 5. Panzerarmee del generale Manteuffel che, dopo la deludente conclusione dell'avanzata verso la Mosa, era passata sulla difensiva a ovest e stava invece raggruppando il massimo di forze a sud, nell'area di Bastogne.

### Salvataggio di Bastogne
Nei pochi giorni dell'assedio le forze del generale McAuliffe all'interno del perimetro di Bastogne, afflitte soprattutto da una carenza di munizioni d'artiglieria e dalle difficoltà di rifornimento, avevano respinto vari deboli tentativi della 26ª Volksgrenadier-Division, e soprattutto un più pericoloso attacco sferrato il 25 dicembre da elementi della 15ª Panzergrenadier-Division, inviata in parte dal feldmaresciallo Model, proveniente dalle riserve dell'OKW, per accelerare le operazioni e affrettare la conquista della città. Fin dal 23 dicembre la situazione dei difensori era migliorata con l'arrivo, facilitato dal tempo favorevole, di importanti rifornimenti per via aerea con 241 aerei da trasporto; inoltre dal 22 dicembre era in corso l'annunciata controffensiva della 3ª armata da sud.

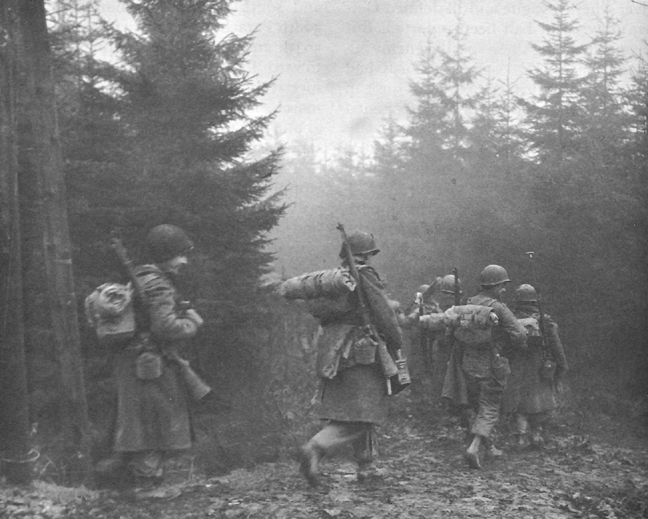
Soldati statunitensi della 82ª Divisione aviotrasportata in marcia nelle Ardenne

Dopo la cruciale conferenza di Verdun del 19 dicembre il generale Patton aveva subito dato inizio alla complessa manovra di rischieramento verso nord di due corpi della sua 3ª Armata per affiancarli sulla destra dei resti dell'VIII Corpo del generale Middleton, uscito quasi distrutto dai primi giorni della battaglia, e passare il prima possibile all'attacco in direzione della guarnigione assediata di Bastogne. Fin dal 18 dicembre il combattivo generale statunitense, allertato dal generale Bradley della necessità di un suo intervento, aveva interrotto i movimenti offensivi del XII Corpo d'armata nella Saar e aveva disposto i primi movimenti di raggruppamento, e nei giorni seguenti la manovra, che coinvolgeva inizialmente tre divisioni, venne effettuata con notevole rapidità ed efficienza, nonostante le difficoltà del terreno e del clima.
Al termine della manovra il III Corpo d'armata del maggior generale John Millikin si schierò nella regione di Arlon, sul fianco destro di Middleton, con la 4ª Divisione corazzata, la 26ª e la 80ª Divisione fanteria, con la missione di avanzare direttamente su Bastogne, mentre il XII Corpo del tenente generale Manton S. Eddy si posizionò sulla sua destra tra Ettelbruck ed Echternach per assumere il controllo della 4ª Divisione fanteria, di due Combat Command della 10ª Divisione corazzata e del Combat Command A della 9ª Divisione corazzata, rafforzati con l'arrivo della 5ª Divisione fanteria.

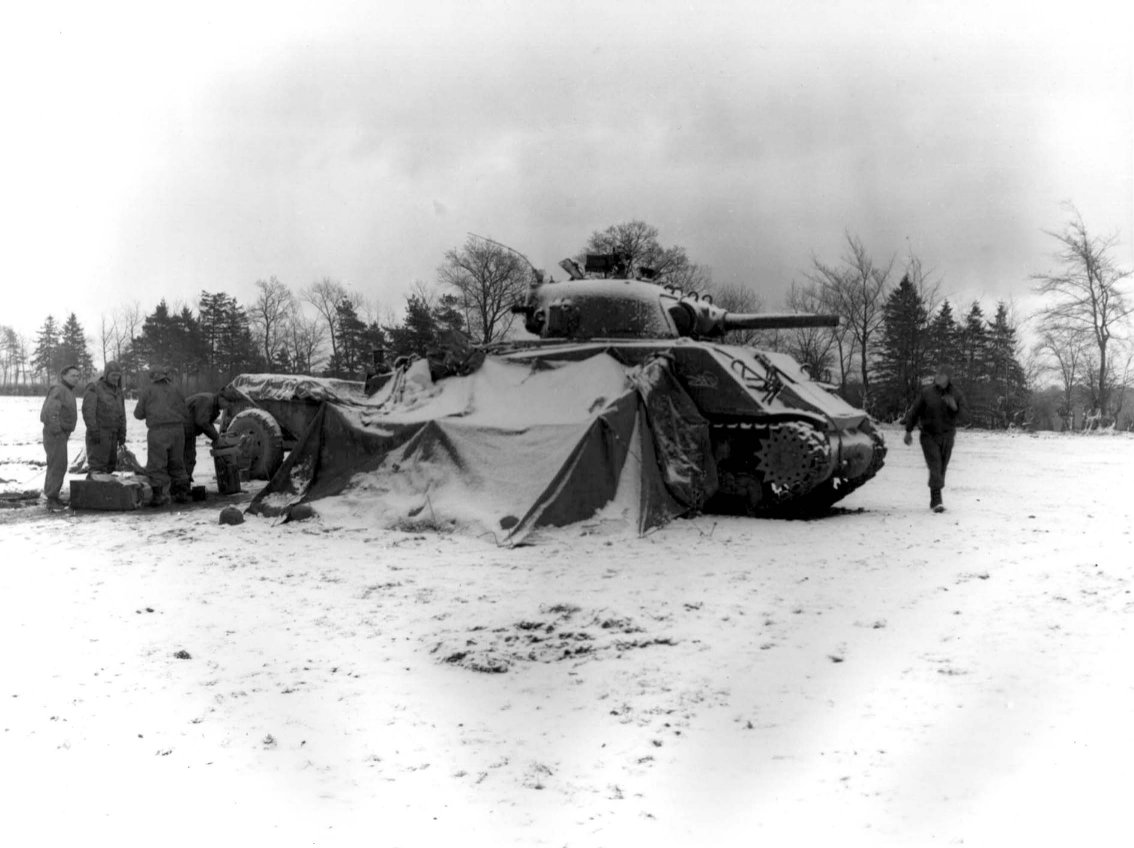
Un carro armato M4 Sherman, nel settore della "sacca"

Nonostante alcuni errori tattici del suo comandante, maggior generale Hugh Gaffey, la 4ª Divisione corazzata, già protagonista in Normandia e in Lorena, partì all'attacco alle ore 04:00 del 22 dicembre, mantenendo le audaci promesse fatte dal generale Patton al piuttosto scettico Eisenhower, durante la conferenza di Verdun. Organizzata in due Combat Command, la divisione marciò lungo la strada principale Arlon-Bastogne, ma inizialmente incontrò notevoli difficoltà e avanzò con esasperante lentezza a causa del terreno aspro e abbondantemente innevato, della scarsa efficienza dei suoi mezzi meccanici e anche della tenace resistenza del nemico. Il generale Manteuffel aveva individuato il pericolo di una controffensiva statunitense da sud per sbloccare Bastogne e quindi la 7ª armata tedesca del generale Brandenberger rafforzò le sue forze schierando il LIII Armeekorps con la 5ª Fallschirmjäger-Division, rinforzata dall'arrivo della Führer-Grenadier-Brigade, mentre altre tre Volksgrenadier-Division erano allineate più a est, lungo la Sauer.
La 5ª Fallschirmjäger-Division combatté con notevole abilità in difesa per impedire l'avanzata della 4ª divisione corazzata, e i Combat Command A e B proseguirono solo lentamente, conquistando Martelange e Chaumont dopo lunghi combattimenti e senza poter sfondare le linee tedesche. Il 23 dicembre la situazione per gli statunitensi migliorò: il tempo favorevole permise un intervento in massa della 9ª Air Force dell'United States Army Air Forces che effettuò oltre 1 300 sortite in un solo giorno, indebolendo le difese tedesche. Soprattutto il 26 dicembre entrò in azione sulla sinistra il terzo raggruppamento tattico della 4ª Divisione corazzata, il Combat Command R, che con abile manovra avanzò di sorpresa su strade secondarie, aggirando i centri di resistenza, sorprendendo il nemico e spingendo un battaglione corazzato direttamente su Bastogne. Alle 16:50 un piccolo contingente di carri e semicingolati entrò nella città, stabilendo un primo, precario collegamento con i paracadutisti della 101ª aviotrasportata che avevano sostenuto validamente il breve assedio. Bastogne era così stata sbloccata e le comunicazioni erano state riaperte, ma il corridoio rimaneva limitato ed esposto e la battaglia non era affatto terminata, mentre sulla destra della 4ª Divisione corazzata, le altre formazioni del III e del XII Corpo d'armata stavano avanzando con lentezza a nord della Sauer contro un'aspra resistenza tedesca.
Il 28 dicembre all'Adlerhorst, Hitler tenne una nuova conferenza generale con numerosi ufficiali superiori; il Führer nella circostanza ammise che gli obiettivi dell'offensiva delle Ardenne, dopo la sconfitta sulla Mosa e lo sblocco di Bastogne, erano ormai irraggiungibili, ma, lungi dal rinunciare, enfatizzò ottimisticamente i risultati raggiunti e le pesanti perdite inflitte agli statunitensi; sottolineò infine la sua decisione di continuare gli sforzi offensivi sul fronte occidentale illustrando ai partecipanti il nuovo progetto in Alsazia e Lorena da cui si aspettava grandi risultati, visto il presunto indebolimento delle forze statunitensi. A questo scopo una serie di divisioni mobili di riserva dell'OKW ancora disponibili (tra cui la 11. Panzer-Division, la 21. Panzer-Division, la 25. Panzergrenadier-Division e la 10. SS-Panzer-Division "Frundsberg"), sarebbero state trasferite al Gruppo d'armate G del generale Johannes Blaskowitz per sferrare il 1º gennaio 1945 l'operazione Nordwind.

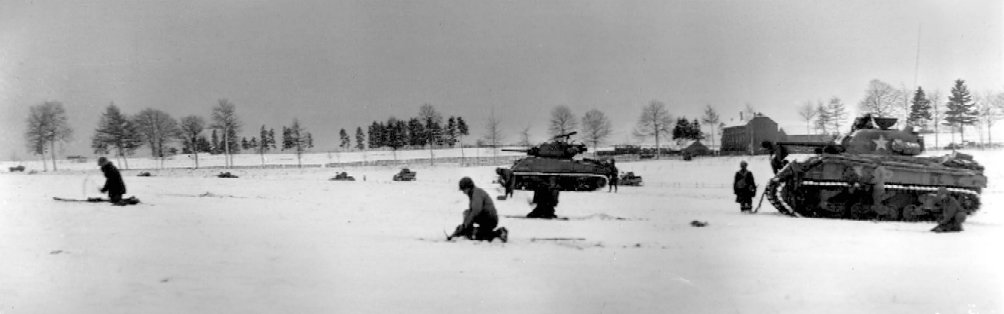
Soldati e mezzi corazzati della 6ª Divisione corazzata statunitense, sul fronte di Bastogne

Alle forze Alleate mobilitate per tamponare l'offensiva vennero aggiunti il 30 dicembre due reparti speciali francesi: 200 uomini del 2e régiment de chasseurs parachutistes, inquadrato nello Special Air Service britannico come 4th French Regiment al comando del commandant Puech-Samson vennero inviati con jeep blindate a dare la caccia ai commando di Skorzeny e radunarono nel complesso "un numero importante di prigionieri"; anche il suo reparto gemello, il 3rd French Regiment SAS fu allertato sull'aeroporto di Vertus per essere aviolanciato sulla zona dei combattimenti ma, a causa delle condizioni meteo, il lancio fu annullato.
Nei generali tedeschi peraltro era ormai prevalente il pessimismo e la delusione. Mentre Model e Manteuffel speravano ancora di ottenere un successo locale nelle Ardenne, il feldmaresciallo von Rundstedt già il 22 dicembre aveva proposto di passare sulla difensiva e ripiegare dietro la Linea Sigfrido. Il generale Heinz Guderian, infine, sempre concentrato principalmente sul fronte orientale, premeva per ritirare le forze mobili dalle Ardenne e inviarle all'est per rafforzare le difese in previsione di un'offensiva invernale sovietica sulla Vistola. Al contrario, Hitler, manteneva un certo ottimismo anche riguardo al fronte orientale, escludeva minacce immediate sul fronte della Vistola ed era interessato soprattutto al violento assedio di Budapest. Fin dal 25 dicembre aveva deciso di trasferire il IV SS Panzerkorps in Ungheria per sferrare una controffensiva anche in questa regione. Il 1º gennaio 1945 avrebbe visto quindi l'esercito tedesco all'attacco sia all'ovest con l'operazione Nordwind in Alsazia, sia all'est con l'operazione Konrad sul fronte di Budapest: entrambe le offensive sarebbero terminate entro pochi giorni con costosi fallimenti. Inoltre, sempre il 1º gennaio, la Luftwaffe avrebbe sferrato il suo ultimo attacco generale di sorpresa sui campi di volo alleati (operazione Bodenplatte) con risultati nel complesso deludenti, senza poter intaccare la schiacciante superiorità aerea del nemico.
Nel frattempo Hitler non aveva rinunciato neppure a Bastogne e aveva disposto il trasferimento di una parte delle forze della 6. Panzerarmee alla 5. Panzerarmee del generale Manteuffel per conquistare finalmente questa città, dove anche gli statunitensi stavano concentrando forze sempre più numerose. Il 30 dicembre, mentre il LVIII Panzerkorps assumeva con la 2ª, la 9ª e la 116ª Panzer-Division, la difesa del settore occidentale della "sacca" delle Ardenne, il generale Manteuffel, dopo aver concentrato il XXXXVII Panzerkorps e il XXXIX Panzerkorps sui due lati del corridoio statunitense che arrivava fino a Bastogne, sferrò un attacco contemporaneo per cercare di isolare nuovamente la città belga. Nonostante i rinforzi disponibili, la Fuhrer-Begleit-Brigade, la 3ª e 15ª Panzergrenadier-Division sul lato ovest e la 1. SS-Panzer-Division "Leibstandarte" sul lato est del corridoio, l'attacco non ottenne risultati decisivi. Le forze statunitensi erano ora molto più potenti, con l'intervento a sostegno della 101ª aviotrasportata e della 4ª Divisione corazzata, anche del Combat Command A della 9ª Divisione corazzata, della 35ª Divisione fanteria e di parte della 6ª e della 11ª Divisione corazzata. I tedeschi, dopo qualche successo iniziale, furono respinti e gli statunitensi ripresero l'offensiva già il 31 dicembre su tutto il settore meridionale della 3ª Armata del generale Patton, allargando il corridoio e guadagnando ulteriore terreno.

### Lenta avanzata alleata e ritirata tedesca

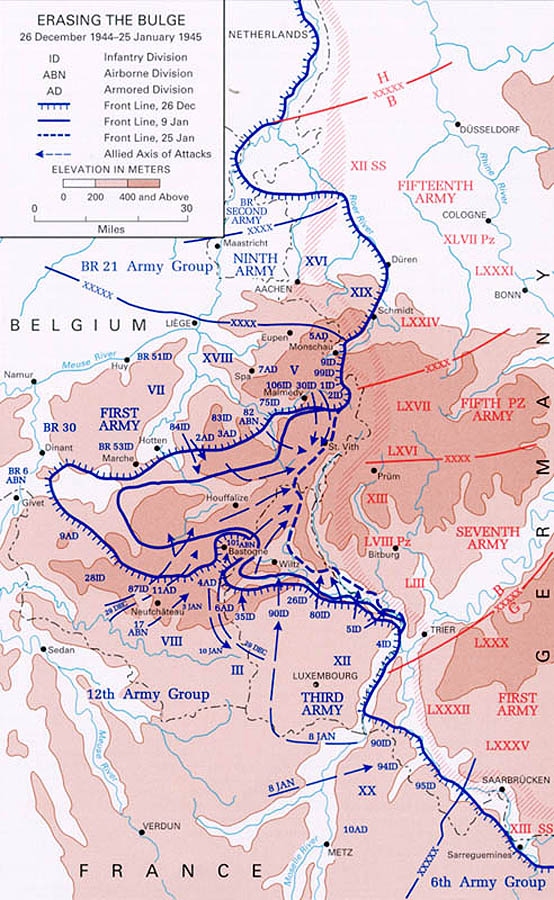
Carta delle operazioni dal 26 dicembre al 25 gennaio 1945

Il 3 gennaio 1945, mentre era già in progressione l'attacco della 3ª Armata di Patton nel settore meridionale della sacca, anche la 1ª Armata statunitense del generale Hodges, passata sotto il controllo del maresciallo Montgomery, incominciò la sua controffensiva nel settore settentrionale della sacca. Dopo lunghe discussioni era prevalsa l'opinione del prudente ufficiale britannico, supportata da Eisenhower e legata anche a considerazioni sulle difficoltà del terreno, a favore di una limitata controffensiva a tenaglia all'apice del saliente convergente su Houffalize, al contrario dei più audaci progetti di Bradley e Patton, favorevoli a un attacco alla base della "sacca" per tagliare fuori il grosso delle forze tedesche.
Quindi a nord passarono all'attacco il VII e il XVIII Corpo d'armata statunitensi tra Stavelot e Marche-en-Famenne, mentre a sud Patton dovette rafforzare l'VIII Corpo per attaccare, insieme con il III Corpo, sul suo fianco sinistro in direzione di Saint-Hubert. L'offensiva alleata si sviluppò nei giorni seguenti con successo ma solo con grande lentezza, intralciata dalle difficoltà del terreno, del clima e dalla tenace e abile ritirata combattuta, organizzata dai tedeschi. Si accesero violenti combattimenti per le cittadine delle Ardenne e in mezzo alle grandi foreste e i tedeschi continuarono a ritirarsi metodicamente, subendo perdite di fronte alla superiorità aero-terrestre alleata ma evitando di rimanere tagliati fuori. Nel frattempo nel settore di Bastogne, continuava l'aspra battaglia: il feldmaresciallo Model organizzò un ultimo tentativo di conquistare la città con l'aiuto del I SS Panzerkorps, trasferito dalla 6. Panzerarmee con la 9. SS "Hohenstaufen" e la 12. SS "Hitlerjugend". Dopo duri scontri dal 3 al 6 gennaio, anche questo attacco venne respinto e la 3ª Armata statunitense riprese la sua pressione, mentre finalmente il comando tedesco decise il 15 gennaio di ritirare dalla prima linea tutte e quattro le divisioni corazzate delle Waffen-SS, ormai molto indebolite dopo i ripetuti fallimenti, per riorganizzarle in vista di un trasferimento all'est.

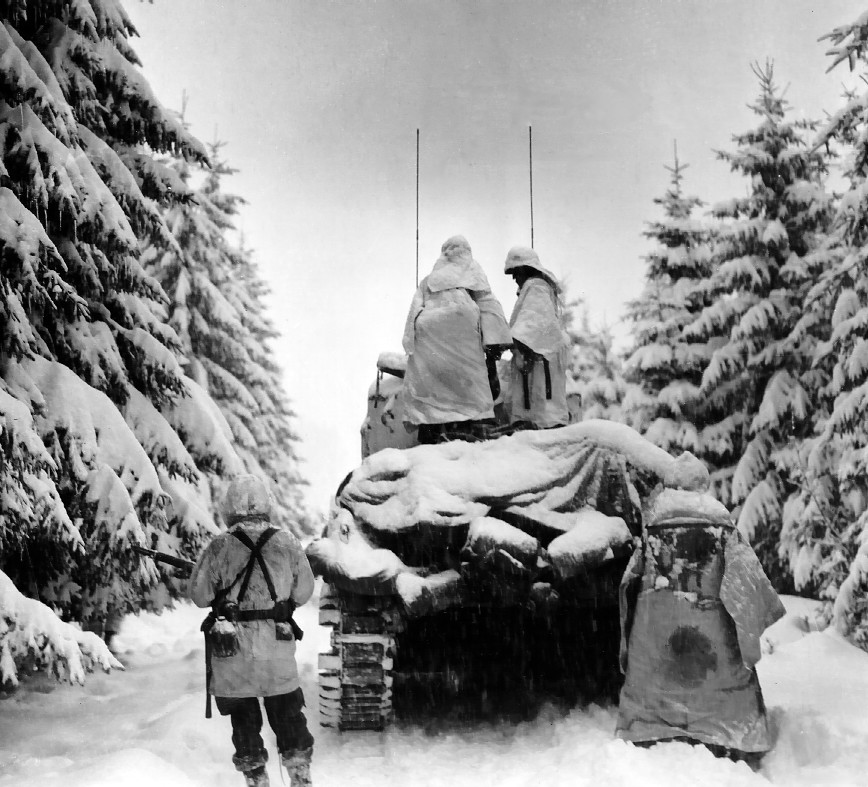
Un reparto statunitense in avanzata nella neve delle Ardenne

Il 12 gennaio aveva avuto inizio sul fronte orientale la gigantesca offensiva sovietica sulla Vistola e in Prussia Orientale che in pochi giorni avrebbe sbaragliato le deboli difese tedesche e permesso alle armate corazzate dell'Armata Rossa di raggiungere la linea dell'Oder a soli 80 km da Berlino già il 29 gennaio. L'offensiva era stata anticipata da Stalin anche dopo un pressante appello personale di Churchill del 6 gennaio per sollecitare un attacco sovietico allo scopo di alleggerire la pressione tedesca all'ovest. Il 15 gennaio 1945 Hitler, di fronte alla catastrofe all'est non poté indugiare oltre e abbandonò il suo quartier generale di Zigenberg ritornando a Berlino per dirigere la difesa contro i sovietici; dopo il ritiro delle Waffen-SS, il 22 gennaio l'OKW dispose il trasferimento all'est anche della Führer-Begleit-Brigade, della Führer-Grenadier-Brigade, della 21. Panzer-Division e della 25. Panzergrenadier-Division, decretando l'inevitabile fine di ogni progetto offensivo all'ovest.
Intanto nelle Ardenne la situazione lentamente volgeva a favore degli statunitensi; nonostante la tenace resistenza delle inferiori forze tedesche, le due branche della tenaglia statunitense continuarono ad avvicinarsi e si congiunsero a Houffalize il 16 gennaio. Elementi dell'11ª Divisione corazzata da sud e della 2ª Divisione corazzata da nord si riunirono alle ore 09:05, tagliando a metà il saliente tedesco; la battaglia tuttavia continuò ancora fino alla fine di gennaio. Gli statunitensi proseguirono la loro lenta avanzata; la 7ª Divisione corazzata rientrò a Sankt-Vith il 23 gennaio, mentre a sud, lungo l'Our, la 3ª Armata del generale Patton rioccupò Diekirch e Clervaux il 25 gennaio; le residue truppe tedesche dovettero abbandonare una parte del materiale ma riuscirono comunque a completare la loro ritirata fino alla Linea Sigfrido. L'offensiva tedesca era fallita ma gli Alleati, nonostante la loro crescente superiorità e il dominio dei cieli non erano riusciti a bloccare la ritirata nemica né a distruggere la massa delle sue forze.

## Conclusione

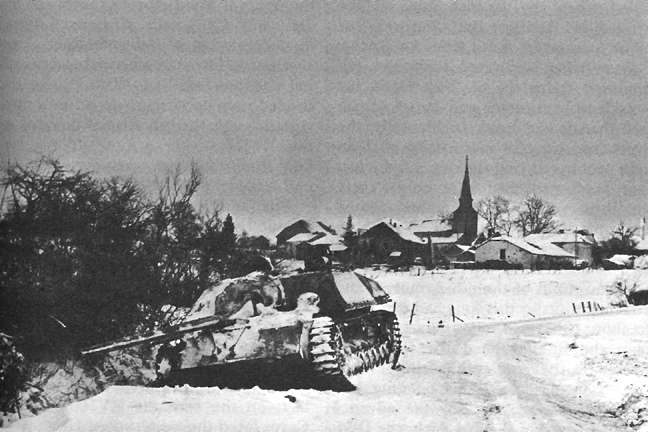
Relitto di un Jagdpanzer IV tedesco distrutto nelle Ardenne

Ai primi di febbraio 1945 l'esercito tedesco all'ovest, dopo i massicci trasferimenti di truppe all'est, era ormai ridotto a sole 60 deboli divisioni, di cui nove divisioni corazzate o divisioni Panzergrenadier, con soli 446 mezzi corazzati, che sarebbero ulteriormente diminuiti con l'imminente trasferimento sul fronte orientale anche della 10. Panzer-Division SS "Frundesberg". La situazione materiale non lasciava ormai alcuna speranza ai tedeschi di far fronte alle sempre crescenti forze alleate equipaggiate con oltre 6 000 mezzi corazzati e 15 000 aerei da combattimento. L'offensiva delle Ardenne quindi si concluse in modo negativo per i tedeschi che subirono perdite pesanti di uomini e materiali tra le loro formazioni migliori senza ottenere risultati strategici significativi; al contrario l'indebolimento del fronte est favorì l'avanzata sovietica del gennaio 1945, costringendo alla fine Hitler e l'OKW a rinunciare a ulteriori offensive all'ovest e a trasferire in fretta forze a est per proteggere il cuore della Germania. Viceversa è anche vero che senza l'andamento catastrofico all'est i tedeschi avrebbero potuto verosimilmente proseguire più a lungo gli attacchi sul fronte occidentale e prolungare la difesa del saliente delle Ardenne, anche se ormai la situazione alleata era già nettamente migliorata.
Dal punto di vista alleato la sorpresa delle Ardenne e le prime sconfitte, oltre a causare dure perdite di uomini e mezzi e a sconvolgere i piani, ritardandone la messa in opera, provocarono grandi polemiche tra britannici e statunitensi; il maresciallo Montgomery colse l'occasione della disfatta iniziale statunitense per ripresentare i suoi piani strategici e la sua candidatura a comandante supremo sul campo di tutte le forze alleate. Ne scaturì un violento contrasto con Eisenhower, Bradley e Patton che si concluse con il secco rifiuto statunitense delle incaute proposte del maresciallo britannico (che rischiò di essere destituito) e con il discorso di Churchill del 18 gennaio che esaltò il ruolo dell'esercito statunitense nella vittoria finale nelle Ardenne.
La battaglia delle Ardenne fu la più grande (in termini di uomini impiegati) e più costosa battaglia combattuta dall'esercito statunitense nella seconda guerra mondiale e si concluse alla fine di gennaio 1945 con un'indubbia vittoria alleata, anche se non mancarono diatribe e risentimenti tra i generali per la prudente condotta della controffensiva e per il mancato accerchiamento dei tedeschi. Le perdite subite per respingere l'offensiva tedesca e riguadagnare il terreno perduto furono comunque pesanti, paradossalmente maggiori in gennaio durante i logoranti combattimenti offensivi contro un nemico tenace (oltre 42 000 morti, feriti e dispersi) che nelle prime due drammatiche settimane dell'avanzata tedesca (circa 39 000 perdite, tra cui però oltre 16 000 prigionieri). Il successo finale alleato fu dovuto in gran parte alla netta superiorità complessiva delle loro forze rispetto al nemico, alla capacità di Eisenhower e altri generali statunitensi di mobilitare prontamente le riserve ed effettuare con notevole rapidità, grazie alla grande disponibilità di mezzi, gli opportuni rischieramenti di truppe, ma anche alla qualità dimostrate dal soldato statunitense che, nonostante alcuni dolorosi cedimenti e dure sconfitte iniziali, si riprese bene dalla sorpresa e combatté con coraggio anche in situazione di inferiorità, sorprendendo per la propria saldezza morale i comandi tedeschi.

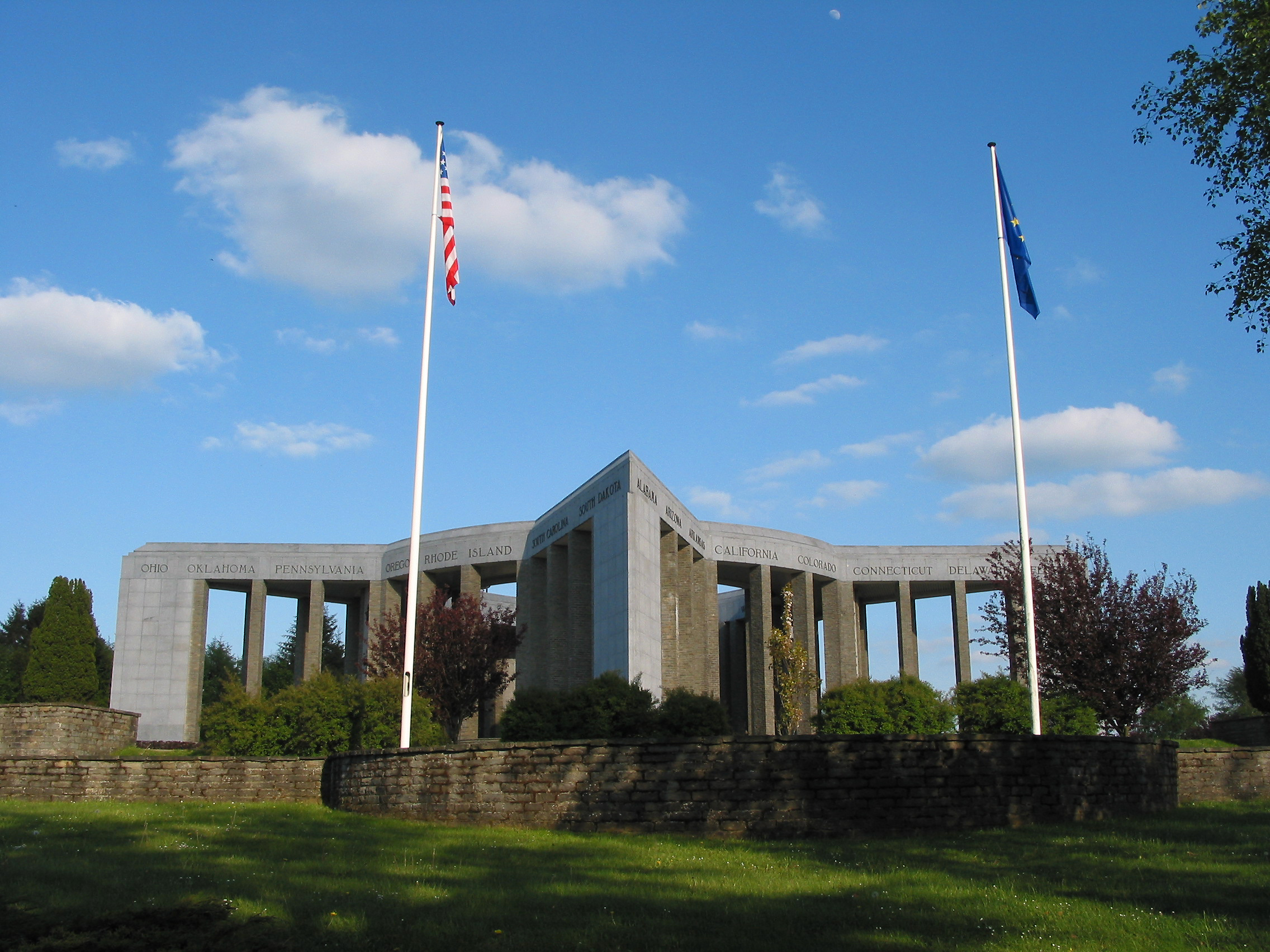
Il memoriale della battaglia, a Bastogne

L'esercito tedesco nelle Ardenne diede un'ultima dimostrazione, durante la prima settimana di offensiva, di capacità bellica, e ottenne inattesi successi, infliggendo alcune pesanti sconfitte alle forze di prima linea statunitensi; la limitatezza delle risorse in confronto al nemico, le carenze di rifornimenti e carburante che imposero di contare anche sull'utilizzo di eventuali depositi alleati catturati, e le difficoltà del terreno boscoso e delle scarse vie di comunicazione, resero peraltro impossibile ottenere il successo strategico decisivo ipotizzato da Hitler. Anche alcuni errori tattici del comando tedesco minarono le possibilità di vittoria finale: in particolare la mancata rapida conquista di alcuni nodi di comunicazione fondamentali, il tardivo trasferimento delle riserve alla 5. Panzerarmee che avrebbe permesso di sfruttarne i successi, l'eccessiva importanza assegnata alle divisioni Waffen-SS della 6. Panzerarmee, e la rigida adesione ai piani che fece perdere alcune ottime opportunità tattiche per sconfiggere almeno una parte delle forze statunitensi.
Dopo la prima settimana, il mancato crollo statunitense e il continuo rafforzamento del nemico resero praticamente inevitabile la sconfitta tedesca; la successiva offensiva generale sovietica all'est con il conseguente massiccio trasferimento di truppe sul fronte orientale, e la decisione di Hitler di rimanere sulle posizioni raggiunte nella "sacca" e affrontare una dura battaglia difensiva, fecero infine salire le perdite tedesche con conseguente depauperamento di importanti forze e grave indebolimento complessivo della Wehrmacht che nei mesi successivi non sarebbe più stata in grado di resistere validamente alla potente macchina militare alleata.

## Cultura di massa

### Cinematografia
- Bastogne (Battleground), film diretto da William A. Wellman (1949)
- Prima linea (Attack!), film diretto da Robert Aldrich (1956)
- La battaglia dei giganti (Battle of the Bulge), film diretto da Ken Annakin (1965)
- Ardenne '44, un inferno (Castle Keep), film diretto da Sydney Pollack (1969)
- Vicino alla fine (A Midnight Clear), film diretto da Keith Gordon (1992)
- Band of Brothers - Fratelli al fronte (Band of Brothers), miniserie, puntate numero 6 (Bastogne) e 7 (Punto di rottura), (2001)
- Saints and Soldiers (Saints and Soldiers), film diretto da Ryan Little (2003)
- Company of Heroes, film diretto da Don Michael Paul con Tom Sizemore, (2013)

### Videogiochi
- Close Combat: Battle of the Bulge, quarto episodio della fortunata serie Close Combat, simula l'intera campagna delle Ardenne;
- Call of Duty: United Offensive, per quello che riguarda la campagna statunitense;
- Call of Duty: World War II
- Medal of Honor: Spearhead, dove le Ardenne entrano in scena nella seconda parte del gioco;
- Medal of Honor: European Assault, ambienta nelle Ardenne l'ultima missione;
- Command Ops: Battles from the Bulge.[159]
- Company of Heroes 2 - Ardennes Assault

### Giochi da tavolo
- The Battle of the Bulge (Pinsky/Shaw, Avalon Hill, 1965)
- 'Wacht am Rhein': The Battle of the Bulge, 16 Dec 44 – 2 Jan 45 (Balkoski, Dunnigan, Simonsen, SPI, 1977)
- Battles for the Ardennes (Parker, SPI, 1978)
- The Battle of the Bulge (Uhl/Sinigaglio, Avalon Hill, 1981)
- Ardennes (Essig, The Games, 1994)
- Bitter Woods: The Battle of the Bulge (Heller, Avalon Hill, 1998)
- Ardennes '44: The Battle of the Bulge (Curtis/Simonitch, GMT Games, 2003)
- FAB: The Bulge (Young, GMT Games, 2008)
- Celles: The Ardennes, December 23-27, 1944 (Miller, Revolution Games, 2012)
- Enemy Action: Ardennes (Butterfield, Compass Games, 2015)
- Last Blitzkrieg: Wacht am Rhein, The Battle of the Bulge (Essig, Multi-Man Publishing, 2016)
- Rifles in the Ardennes (Zancani, Tiny Battle Publishing, 2017)
- WWII Commander: Battle of the Bulge (Butterfield, Compass Games, 2020)
- A Time for Trumpets: The Battle of the Bulge, December 1944 (Sinigaglio, GMT Games, 2020)